# Despotat Epirus

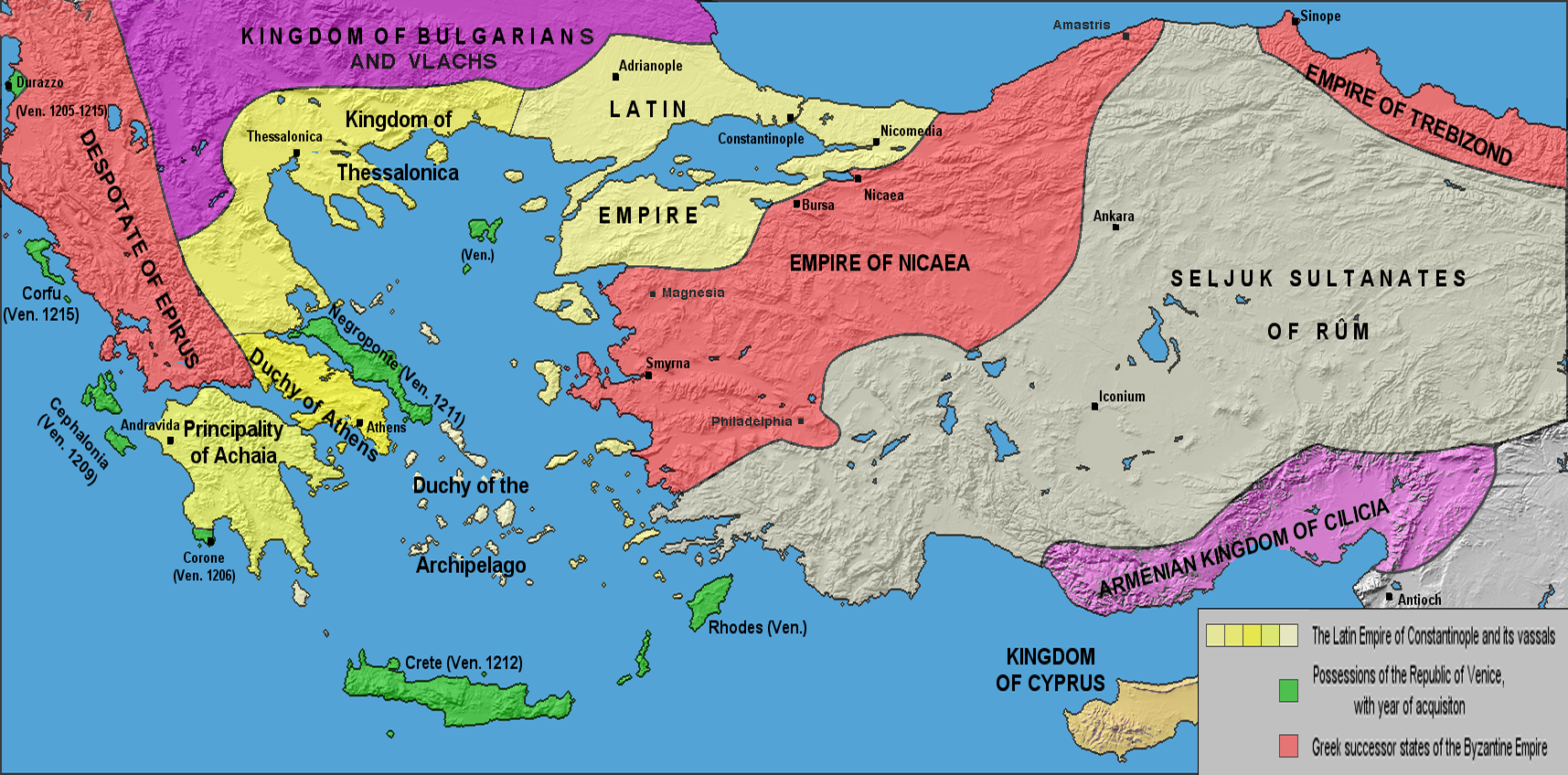
Die Staatenwelt der Romania nach dem 4. Kreuzzug 1204

Das Despotat Epirus war einer der griechischen Nachfolgestaaten des Byzantinischen Reiches, die infolge des Vierten Kreuzzuges nach 1204 entstanden. Der Staat existierte in wechselnden Grenzen bis Ende des 14. Jahrhunderts. Kerngebiete des Fürstentums waren die namensgebende Region Epirus und Akarnanien. Die Geschichte des Staates ist geprägt von ständigen Auseinandersetzungen mit den bedeutenderen Regionalmächten auf dem Balkan, dem wiedererstarkten Byzantinischen Reich und Bulgarien, später dann mit Neapel und Serbien, die alle versuchten, ihren Machtbereich auf Epirus auszudehnen. In zahlreiche einzelne Herrschaften zerfallen, wurde Epirus zwischen 1386 und 1449 schrittweise ins Osmanische Reich eingegliedert.
Die Bezeichnung Despotat Epirus für den westgriechischen Staat ist unhistorisch und wird in zeitgenössischen Quellen nicht verwendet, denn der Titel Despot bezeichnet die Einordnung seines Trägers in die Hierarchie des byzantinischen Hofes. Epirus war jedoch stets unabhängig vom Kaiserreich Nikaia bzw. dem restaurierten Byzantinischen Reich. Zumeist nannten sich die Regenten Archon oder einfach Kyrios (Herr). Gleichwohl haben nach 1230 einzelne Herrscher von Epirus den Despotentitel vom Kaiser verliehen bekommen.

## Geschichte

### Chronologischer Überblick
- April 1204: Die Teilnehmer des 4. Kreuzzugs erobern Konstantinopel. Zerfall und Aufteilung des Byzantinischen Reiches.
- Herbst 1204: Michael Komnenos Dukas übernimmt die Herrschaft in Arta und begründet damit den epirotischen Staat.
- 1212: Eroberung weiter Teile Thessaliens im Krieg gegen das Lateinische Königreich von Thessaloniki.
- 1213–1214: Krieg gegen die Republik Venedig. Die Epiroten erobern Dyrrachion und Korfu.
- 1214: Expansion in Makedonien, Ohrid wird epirotisch.
- Anfang 1215: Ermordung Michaels I., sein Nachfolger wird sein Bruder Theodor. Er drängt seinen Neffen Michael II. ins Exil.
- 1216: Demetrios Chomatianos wird Erzbischof von Ohrid.
- 1217: Gefangennahme und Tötung des designierten lateinischen Kaisers Peter de Courtenay.
- 1217–1224: Erfolgreicher Eroberungskrieg Theodors in Makedonien.
- Dez. 1224: Einnahme Thessalonikis, Ende der lateinischen Herrschaft an der Nordküste der Ägäis.
- 1225: Theodor nimmt den Kaisertitel an, lässt sich von Demetrios Chomatianos krönen, dann dringt er nach Thrakien vor und nimmt den Nicäern Adrianopel ab. Größte Ausdehnung des epirotischen Staates, Bündnis mit den Bulgaren.
- 1230: Theodor wendet sich gegen Bulgarien und unterliegt in der Schlacht von Klokotnitza. Der Despot gerät in Gefangen- schaft, sein Staat zerfällt in mehrere Einzelherrschaften: Epirus, Thessaloniki, Thessalien und Akarnanien In Epirus selbst übernimmt Michael II. die Macht.
- 1241: Michael II. gewinnt durch einen Erbfall Thessalien auf friedlichem Wege für seinen Staat.
- 1251: Militärische Auseinandersetzungen mit dem zur stärksten Regionalmacht aufgestiegenen Reich von Nicäa beginnen. Kämpfe um Obermakedonien, Mittelalbanien und Thessalien.
- 1257: Manfred von Sizilien greift Epirus an. Er erobert Korfu und mehrere wichtige Häfen u. Festungen im Norden des Landes.
- 1259: Nach der Schlacht von Pelagonia wird Epirus endgültig von seinem griechischen Konkurrenten Nicäa überflügelt und sinkt zu einer drittrangigen Macht herab.
- Juli 1261: Kaiser Michael VIII. Palaiologos von Nicäa erobert Konstantinopel und stellt das Byzantinische Reich wieder her; Epirus bleibt unabhängig.
- 1268: Tod Michaels II. und Erbteilung. Im epirotischen Kernland tritt sein Sohn Nikephoros I. die Herrschaft an. Thessalien erhält dessen Halbbruder Johannes als eigenes Fürstentum.
- ab 1268: Auseinandersetzungen und wechselnde Allianzen mit den angevinischen Königen von Neapel und dem Byzantinischen Reich. Verlust der meisten Territorien nördlich von Ioannina.
- 1297: Auf Nikephoros I. folgt dessen unmündiger Sohn Thomas.
- seit Anfang d. 14. Jhdts.: Albanische Stämme lassen sich vermehrt in Epirus nieder. Viele werden von den Fürsten als Söldner angeworben.
- 1318: Nicola Orsini, Pfalzgraf von Kephalonia, ermordet seinen On- kel Thomas und macht sich selbst zum Fürsten von Epirus.
- 1323: Nicola wird von seinem Bruder Johannes ermordet, der ihm in der Herrschaft nachfolgt, aber Kephalonia verliert.
- 1335: Auf Johannes folgt dessen unmündiger Sohn Nikephoros II.
- 1340: Kaiser Andronikos III. setzt Nikephoros II. ab und macht Epirus nach über 100 Jahren Unabhängigkeit wieder zur byzantinischen Provinz.
- 1348: Der serbische Zar Stefan Dušan erobert Epirus. Er gibt das Land als Sekundogenitur an seinen Halbbruder Simeon Uroš.
- 1355: Tod Stefan Dušans und Zerfall des Serbischen Reiches. In den folgenden Wirren kann Nikephoros II. die Macht wieder übernehmen.
- 1359: Nikephoros II. fällt im Kampf gegen die Albaner, die in Arta, Lepanto und Angelokastron unabhängige Herrschaften be- gründet haben. Simeon übernimmt Ioannina erneut.
- 1366: Thomas Preljubović wird Gouverneur in Ioannina und nach dem Tod Simeons 1370 unabhängiger Herrscher ebenda.
- 1385: Esau Buondelmonti wird Despot in Ioannina. Als erster epirotischer Fürst erkennt er den Sultan der immer weiter vordringenden Osmanen als Oberherrn an.
- 1417–1449: Epirus wird schrittweise ins Osmanische Reich integriert.

### Entstehung und Konsolidierung
Der Gründer des Despotats Epirus war Michael Angelos Komnenos Dukas, unehelicher Sohn des Sebastokrators Johannes Dukas. Durch seine Großmutter Theodora Komnena war er Nachkomme des Kaisers Alexios I. und zudem Cousin der zu seiner Zeit regierenden Kaiser Isaak II. und Alexios III. Michael selbst hatte bis zum Sturz Isaaks II. 1195 Karriere gemacht und war zum Gouverneur eines kleinasiatischen Themas aufgestiegen. Unter Alexios III. in Ungnade gefallen, hielt er sich in Konstantinopel auf, als die Teilnehmer des Vierten Kreuzzugs im Sommer 1203 die Kaiserstadt erreichten.
Nach dem Fall der Stadt im April 1204 begannen die Kreuzfahrer, das Byzantinische Reich untereinander aufzuteilen. Die Venezianer beanspruchten dabei auch die epirotische Küste mitsamt den Ionischen Inseln. Michael schloss sich unterdessen dem Gefolge des Bonifaz von Montferrat an, als dieser sich aufmachte, die von ihm beanspruchten Ländereien in Nordgriechenland in Besitz zu nehmen. In Thessalien trennte sich Michael von Bonifaz und wandte sich nach Arta, das noch unter Kontrolle des byzantinischen Gouverneurs Senacherim war. Diesen wollte er beim Widerstand gegen die Lateiner unterstützen.
In Arta angekommen war Senacherim schon verstorben. Entschlossen schlug Michael eine gegen die bestehende byzantinische Verwaltung gerichtete Rebellion nieder, machte sich selbst zum Gouverneur und heiratete die Tochter (oder Witwe) seines Vorgängers, womit er auch umfangreiche Güter in der Region an sich brachte. Er beließ die bisherigen Beamten in ihren Positionen und tastete die Besitzungen des Adels und der Kirche nicht an, weshalb diese seine Herrschaft problemlos akzeptierten. Damit war Michael zum Herrscher eines der wohlhabendsten Gebiete in der Romania geworden, das zudem nicht von den Verheerungen der jüngsten Kriege betroffen war. Zur Konsolidierung des entstehenden epirotischen Staats trug auch bei, dass viele griechische Flüchtlinge aus den nun lateinisch beherrschten Gebieten zuwanderten, verödete Höfe neu besetzten oder handwerklich tätig wurden und mit ihren Steuern die Finanzen des Despoten aufbesserten. Dies ermöglichte es Michael I., sein Heer zu vergrößern. Der Wohlstand des Fürsten zog auch Künstler, Kleriker und Verwaltungsfachleute an, die am nach kaiserlichem Vorbild eingerichteten Hof des Fürsten in Arta tätig wurden.

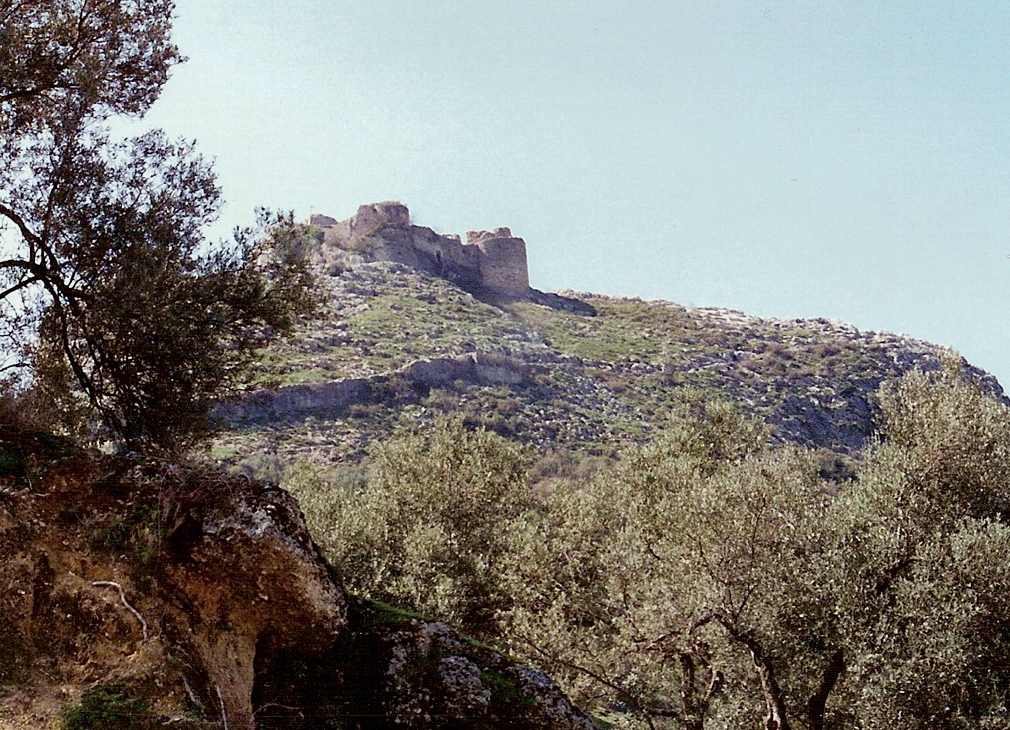
Die Burg Petrela in Mittelalbanien

Der Staat von Epirus während seiner Entstehung und der nachfolgenden Expansion 1205–1230

Ehe noch die Venezianer den Versuch gemacht hatten, die ihnen im Teilungsvertrag der Kreuzfahrer zugesprochenen epirotischen Gebiete zu besetzen, kontrollierte Michael 1205 alle byzantinischen Territorien westlich des Pindosgebirges von der Festung Petrela und der Umgebung Dyrrachions im Norden bis Naupaktos am Golf von Korinth im Süden. Im Binnenland waren freilich einige Gebiete, darunter Ohrid, an die Bulgaren verloren gegangen, die den Zerfall des Byzantinischen Reiches ebenfalls zu nutzen gewusst hatten.
Um seine Herrschaft nach außen zu sichern, unternahm Michael I. gewagte diplomatische Manöver. Zum Schein unterwarf er sich dem Papst und stellte eine Union der epirotischen Kirche mit Rom in Aussicht, weil er so den päpstlichen Schutz vor einem Angriff der Venezianer zu erlangen hoffte. 1209 schloss Michael ein kurzlebiges Bündnis mit dem bulgarischen Fürsten Strez, das er kaum zwei Jahre später durch einen Einfall in Obermakedonien wieder brach. Mit der Markusrepublik konnte Michael sich im Juni 1210 verständigen, indem er deren nominelle Oberherrschaft anerkannte und ihren Kaufleuten Handelsprivilegien einräumte. Außerdem überließ er den Venezianern Korfu, das ohnehin von genuesischen Piraten besetzt war, vorläufig als Stützpunkt. Michael löste sich nun aus dem 1209 geschlossenen Bündnisvertrag mit dem Lateinischen Kaiser, das Epirus vor dessen landhungrigen Vasallen im Königreich Thessaloniki hatte sichern sollen. Inzwischen jedoch waren die Lateiner durch Angriffe der Bulgaren geschwächt und die Venezianer waren auf Distanz zu ihnen gegangen, so dass Michael sich stark genug fühlte, einen Angriff aus dem Osten selbst abwehren zu können. Er ergriff sogar die militärische Initiative und startete 1210 einen Angriff auf Thessaloniki, wurde aber zurückgeschlagen. Der Feldzug brachte ihm außer geringen Gebietsgewinnen am östlichen Abhang des Pindos nur die päpstliche Exkommunikation ein, da Innozenz III. den Krieg gegen die Lateiner natürlich missbilligte. Der Bann des Papstes steigerte aber eher Michaels Popularität beim orthodoxen Klerus seines Landes, als dass er ihm schadete.
1212 fiel Michael I. erneut in Thessalien ein. Diesmal eroberte er große Teile des Landes inklusive der Stadt Larisa und vereinigte sie mit seinem Staat. Damit war das lateinische Königreich Thessaloniki von seinem wichtigsten Vasallenstaat, dem Herzogtum Athen abgeschnitten. 1213 wandte Michael sich gegen die Republik Venedig und entriss ihr Dyrrachion, im Jahr darauf auch Korfu. Ebenfalls 1214 bot sich durch den Tod des bulgarischen Fürsten Strez die Möglichkeit für Epirus, sein Territorium nach Mazedonien hinein zu erweitern. Ohrid, und wohl auch Prilep wurden epirotisch. Direkt danach ließ Michael seine Truppen nach Norden marschieren und besetzte die Burg von Kruja, die Zentrum eines kleinen albanischen Fürstentums gewesen war. Ein schon begonnener Feldzug gegen die serbische Zeta – das nordalbanische Shkodra hatte man bereits eingenommen – endete abrupt, denn auf dem Höhepunkt seiner Macht wurde Michael Anfang 1215 aus unbekannten Gründen von einem seiner Dienstleute in Berat ermordet. Die Nachfolge trat sein Halbbruder Theodor I. an.

### Expansion und Konkurrenz mit Nicäa um den Kaiserthron

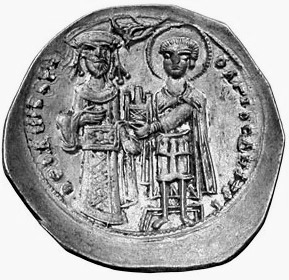
Theodor I. als Basileus zusammen mit dem Hl. Demetrios, dem Patron Thessalonikis

Wenngleich schon Michael I. eine Reihe von militärischen Erfolgen verbucht und das epirotische Gebiet seit 1210 kontinuierlich ausgeweitet hatte, so war doch sein Bruder Theodor der bessere und vor allem risikofreudigere Heerführer, der Epirus für kurze Zeit zum mächtigsten Staat auf dem Balkan machen sollte. Sein eigentliches Ziel war jedoch die Rückgewinnung Konstantinopels für die Griechen und seine Inthronisation als Kaiser. Angesichts der militärischen Erfolge Theodors und der Schwäche des lateinischen Kaisertums nach dem Tod Kaiser Heinrichs (1216) standen die Chancen dafür nicht schlecht.
Unmittelbar nach seiner Regierungsübernahme schickte Theodor den Sohn seines Vorgängers ins Exil, damit dieser ihm die Herrschaft nicht streitig machen konnte. Weil seine expansiven Interessen nach Osten gerichtet waren, beendete er den Krieg mit Serbien und überließ Stefan Nemanja Shkodra. Die seitdem recht guten Beziehungen zwischen Serbien und Epirus wurden später (1219) durch die Heirat von Theodors Tochter Anna mit Stefans Sohn Radoslav besiegelt.
Gleichwohl schloss Theodor zur Sicherung seiner Nordgrenze eine Reihe von Verträgen mit albanischen Stammesführern aus der Gegend nördlich von Durazzo, die nun Vasallen von Epirus wurden. Trotzdem ließ sich nicht verhindern, dass der neue aus Rom anreisende lateinische Kaiser Peter de Courtenay die albanische Hafenstadt mit Hilfe der Venezianer 1217 angriff. Es war jedoch eine schlechte Idee Peters, Konstantinopel von Durazzo aus über Land erreichen zu wollen. In den Bergen wurde er von epirotischen Truppen gefangen genommen. Später ließ Theodor den unglücklichen Kaiser exekutieren. Nach diesem Coup musste Theodor mit der Rache der Lateiner rechnen. Um einen möglichen Angriff wenigstens herauszuzögern, bot er wie sein Vorgänger dem Papst die Kirchenunion an. Die nur zum Schein geführten Verhandlungen zogen sich bis ins Jahr 1219 hin.

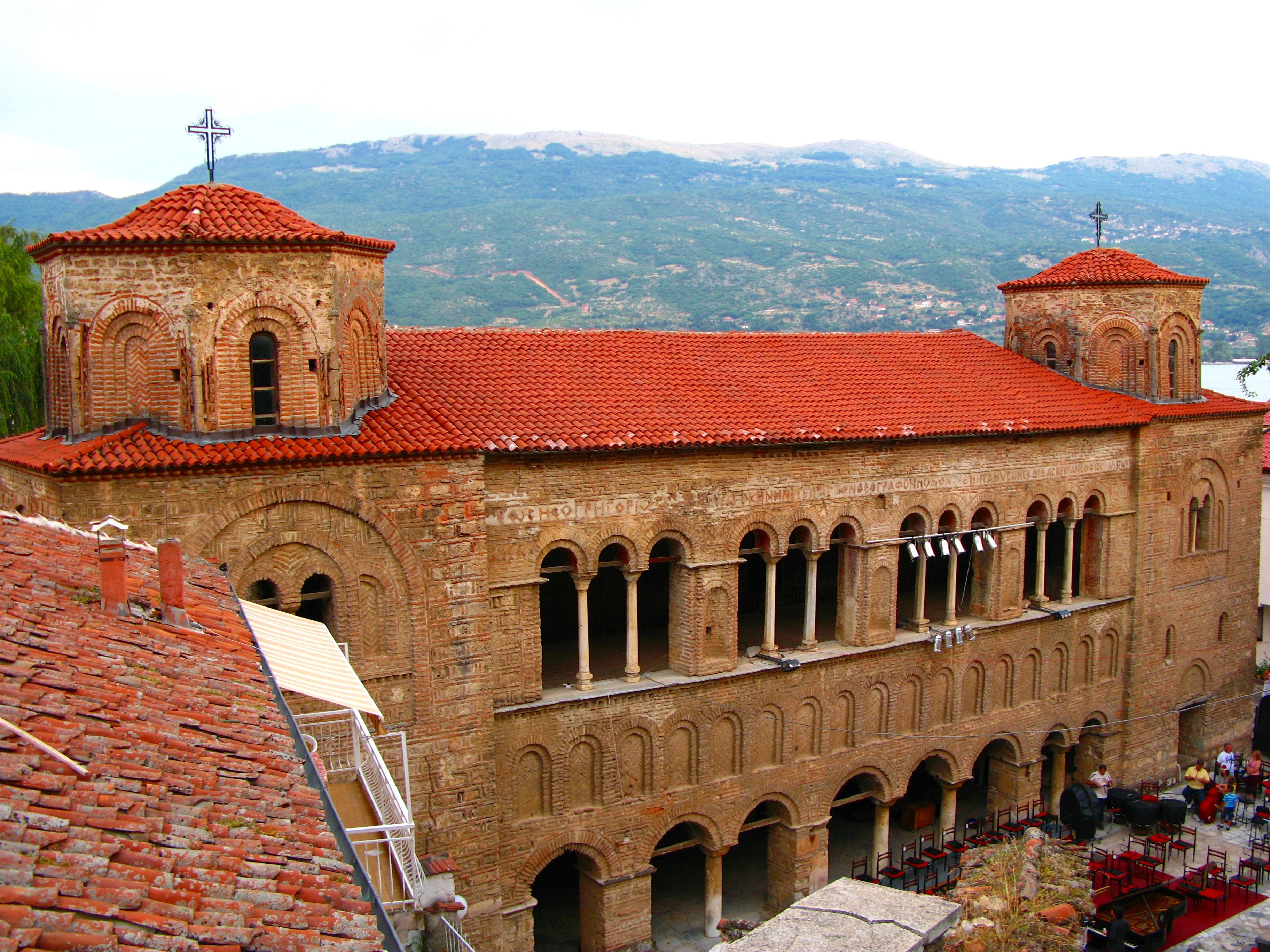
Die Sophienkirche, Kathedrale des Ohrider Erzbistums

Vermutlich noch im Jahr 1215 machte sich Theodor auf, um Makedonien mit den Resten des Königreichs Thessaloniki zu erobern. In Ohrid setzte er 1216 Demetrios Chomatianos als Erzbischof ein. Damit hatte einer seiner Gefolgsleute das nach dem Patriarchat von Konstantinopel zweitwichtigste kirchliche Amt auf dem Balkan inne. 1217 drang Theodor in das Gebiet östlich des Vardar vor. Der in Opposition zum bulgarischen Zaren stehende Fürst, Alexios Slav, welcher in Melnik am Strymon residierte, erkannte die Oberherrschaft des epirotischen Despoten an. Bis 1220 eroberte Theodor das gesamte Umland von Thessaloniki und die noch verbliebenen Positionen der Lateiner in Thessalien. Als 1221 auch Serres in seine Hände fiel, war Thessaloniki ganz vom Lateinischen Kaiserreich abgeschnitten und der Einzug der Epiroten schien nur mehr eine Frage der Zeit.
Im Dezember 1224 konnte Theodor I. Thessaloniki nach einer langen Belagerung einnehmen. Die zweitgrößte Stadt des Byzantinischen Reiches war nach 20 Jahren lateinischer Herrschaft wieder in den Händen der Griechen. Theodor fühlte sich nun stark genug, den Kaisertitel anzunehmen, womit selbstverständlich der Anspruch auf Konstantinopel verbunden war. Dies führte zum offenen Konflikt mit Kaiser Johannes III. in Nicäa, der dieselben Ambitionen verfolgte und seinen Staat als einzigen legitimen Nachfolger des alten byzantinischen Reiches sah.
Vor der Krönung versicherte sich Theodor der Unterstützung des Adels und der kirchlichen Würdenträger in seinem Machtbereich. Die weltlichen Großen signalisierten auf einer Versammlung in Arta ihre Zustimmung; auch unter den Bischöfen gab es fast nur Befürworter. Allein Konstantin Mesopotamites, der von Theodor wiedereingesetzte Erzbischof von Thessaloniki, weigerte sich die Krönung vorzunehmen und ging ins Exil. An seiner Stelle krönte Demetrios von Ohrid Theodor I. vermutlich im Jahr 1225 zum Kaiser der Rhomäer. In der Historiographie wird Theodors Staat ab diesem Zeitpunkt auch Epirus-Thessaloniki oder Kaiserreich Thessaloniki genannt. Nicäa betrachtete die Krönung als Usurpation, denn es konnte nur einen rechtmäßigen Kaiser geben und ebenso nur einen legitimen Patriarchen, der die Erhebung zum Basileus vollziehen konnte.

### Konflikte innerhalb der Orthodoxen Kirche
Im zweiten Jahrzehnt des 13. Jahrhunderts entspann sich ein ernsthafter kirchenpolitischer Konflikt zwischen dem seit 1208 in Nicäa angesiedelten (Exil-)Patriarchat, das vom dortigen Kaiser unterstützt wurde, auf der einen und Epirus mit seiner autonom agierenden kirchlichen Hierarchie auf der anderen Seite. Im Kern ging es darum, wer das Recht zur Besetzung der vakanten Eparchien in Westgriechenland habe: der Patriarch oder die von den epirotischen Fürsten kontrollierten Synoden der Erzbistümer Ohrid und Naupaktos. Schon 1213 noch unter Michael I. mussten die vakanten Bischofsstühle von Durazzo und Larisa neu besetzt werden. Eine Synode epirotischer Bischöfe war zusammengetreten und hatte ihre Wahl getroffen. Michael hatte dann beim Patriarchen Michael Autoreianos um Bestätigung gebeten, aber nie eine Antwort erhalten.
Unter Theodor I. nahm die Zahl der neu zu besetzenden Eparchien nicht zuletzt deshalb zu, weil sich der epirotische Machtbereich stark ausdehnte und so viele den Lateinern abgenommene Bischofssitze wieder unter die Jurisdiktion der griechischen Kirche kamen. Der Erzbischof von Ohrid Demetrios Chomatianos, ein ausgewiesener Kenner des kanonischen Rechts, beanspruchte in dieser Angelegenheit die Autonomie seiner Kirche, weil man die Legitimität des Patriarchats in Nicäa anzweifeln müsse. Schließlich sei der erste dort installierte Patriarch nicht von einer regulären Synode, sondern nur von den zufällig verfügbaren Bischöfen gewählt worden. Außerdem fehle die kaiserliche Bestätigung, denn Theodor I. Laskaris war erst nach der Installation des Patriarchen Michael von ebendiesem gekrönt worden.
Der zweite Patriarch in Nicäa Manuel (1216–1222) protestierte regelmäßig gegen die eigenmächtigen Bischofserhebungen der Epiroten und ließ sich sein diesbezügliches Recht 1222 auch von einer Synode bestätigen, an der freilich keine westgriechischen Bischöfe teilgenommen hatten. Insofern blieb das Vorrecht des Patriarchen reine Theorie.
Sava, der Bruder des serbischen Königs, nutzte den Kirchenstreit zwischen dem Patriarchen und dem Erzbischof von Ohrid geschickt aus, um eine eigenständige serbische Kirche zu begründen. (Die serbischen Eparchien gehörten damals alle noch zum Sprengel von Ohrid.) Er begab sich 1219 nach Nicäa, erkannte den dortigen Patriarchen Manuel an, erhielt dafür von diesem die Autokephalie für die serbische Kirche und wurde zu ihrem Erzbischof ernannt. Theodor I. hat diese Entwicklung ohne Umschweife anerkannt, um die guten Beziehungen zu den Serben nicht zu belasten. So blieb auch der scharfe Protest, den Erzbischof Demetrios in Briefen an Sava und den Patriarchen äußerte, ohne Wirkung.
Durch die Erhebung Theodors I. zum Kaiser verschärfte sich der innerkirchliche Disput mit Nicäa. Der Patriarch empörte sich, wie ein bulgarischer Bischof – gemeint war Demetrios Chomatianos – sich anmaßen könne, einen römischen Kaiser zu krönen, und verlangte umso energischer die Absetzung der aus seiner Sicht unkanonisch ins Amt gekommenen Bischöfe. Demetrios wiederum drang nun auf eine endgültige Trennung der epirotischen Kirche vom Patriarchat. Die Mehrheit der westgriechischen Bischöfe wollte aber kein Schisma. Auf einer 1227 nach Arta einberufenen Synode verabschiedeten sie einen Kompromissvorschlag und überzeugten Theodor, diesem zuzustimmen. Einerseits beharrten sie darauf, die westgriechischen Bischofssitze durch ihre eigene Synode besetzen zu lassen, andererseits verpflichteten sie sich, keine dogmatischen oder kirchenrechtlichen Änderungen vorzunehmen und den Patriarchen in Nicäa als Ehrenoberhaupt der ganzen Kirche anzuerkennen. Theodor würde sogar dessen Erwähnung in der Liturgie gestatten. Dieser Vorschlag wurde ein Jahr später von Patriarch Germanos II. verworfen und das Schisma trat tatsächlich ein. Es wurde 1233 unter veränderten politischen Rahmenbedingungen beendet, als sich die westgriechischen Bischöfe Germanos unterwarfen.

### Theodors Vordringen nach Thrakien und die Niederlage gegen die Bulgaren

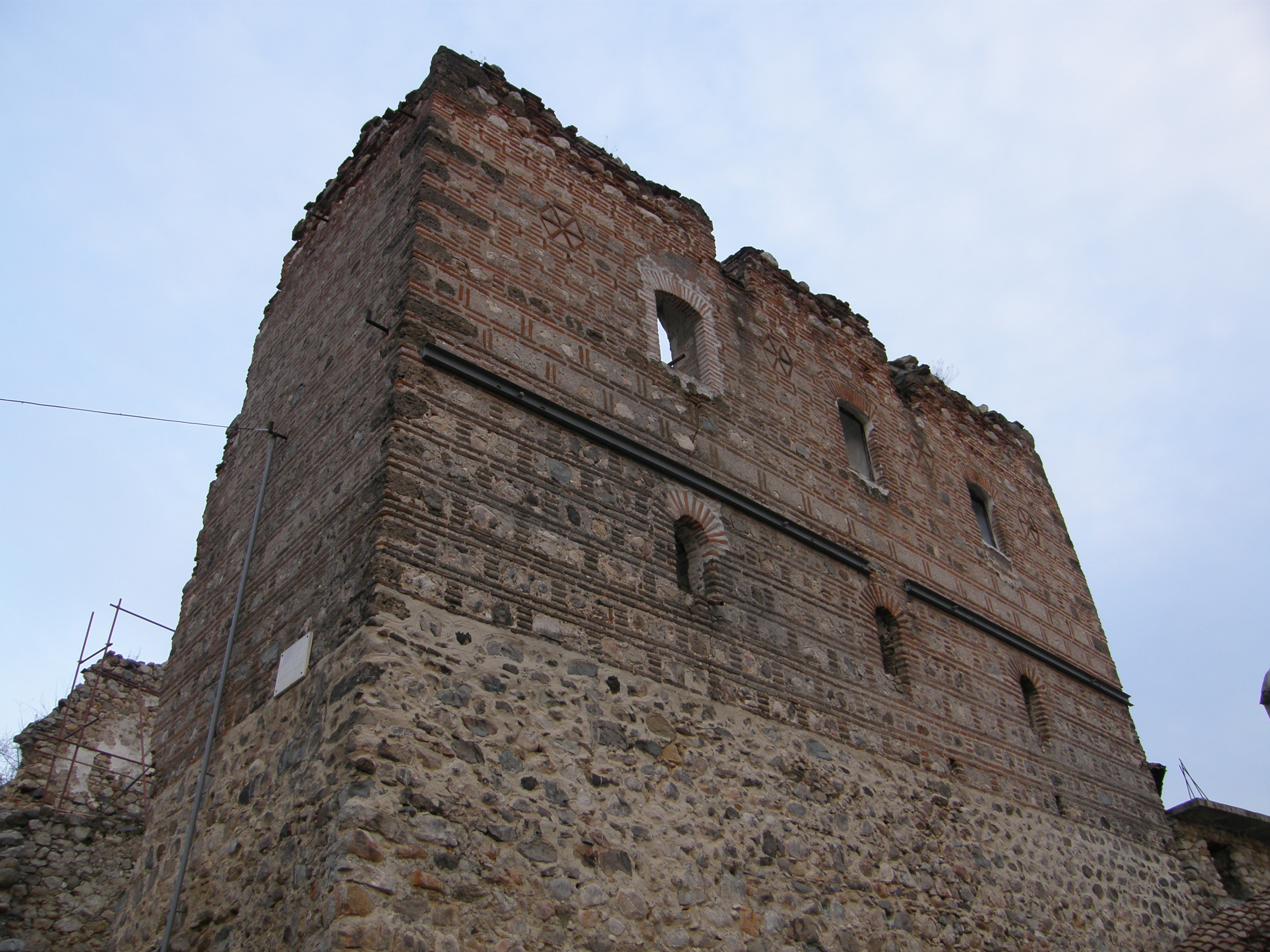
Byzantinisches Haus im bulgarischen Melnik (13. Jhdt.)

Nach der Eroberung Thessalonikis dachte Theodor ernsthaft an die Eroberung Konstantinopels, wo das Lateinische Kaiserreich nur noch ein Schattendasein fristete. Es waren nicht die Lateiner, sondern Bulgarien und Nicäa, die dieses Vorhaben gefährlich machten, weil sie selbst nach der Einnahme der Kaiserstadt strebten. 1225 war Kaiser Johannes Vatatzes mit einem Heer noch Europa gekommen und hatte in Thrakien Adrianopel eingenommen. Theodor musste rasch handeln, wenn er Konstantinopel vor Johannes erreichen wollte. Er marschierte nach Thrakien und vor Adrianopel standen sich zum ersten Mal das epirotische und das nicäische Heer gegenüber. Die Nicäer zogen sich angesichts der Übermacht Theodors kampflos zurück und überließen ihm die Stadt. Dieser schloss nun auch eine Übereinkunft mit dem bulgarischen Zaren Iwan II., verheiratete seinen Bruder Manuel mit einer Tochter Iwans und hatte nun den Rücken frei, um Konstantinopel zu erobern. Einen halbherzigen Belagerungsversuch musste er Ende 1225 abbrechen, weil es ihm an Gerät zur Bezwingung der Mauern mangelte.
In den folgenden drei Jahren hat Theodor trotz günstiger politischer und militärischer Rahmenbedingungen nicht wieder versucht die Hauptstadt einzunehmen. Aus den Quellen geht nicht hervor warum und ebenso wenig geben sie Auskunft, was den westgriechischen Kaiser 1230 bewogen hatte plötzlich gegen Bulgarien zu marschieren. Hatte er von Iwans Bündnisverhandlungen mit den Lateinern erfahren oder misstraute er ihm aus anderen Gründen? Der Angriff endete jedenfalls im Desaster. Am 9. März 1230 wurde Theodor in der Schlacht von Klokotniza von Iwan geschlagen, gefangen genommen und geblendet. Auch seine beiden Söhne Johannes und Demetrios sowie seine Tochter Irene gerieten in Gefangenschaft. Im Laufe des Jahres hatte der Zar den größten Teil des Despotats Epirus erobert. Thrakien, der größte Teil Makedoniens mit Ohrid, die albanischen Gebiete mit Kruja und die nördliche Hälfte von Epirus wurden bulgarisch. Der schnelle Zusammenbruch des epirotischen Staates zeigt, dass Theodor I. zwar ein erfolgreicher Eroberer gewesen war, er es aber nicht vermocht hatte, seine Länder mittels einer funktionierenden Verwaltung zu integrieren und zu festigen.
In Thessaloniki übernahm Theodors Bruder Manuel, der mit einer Tochter des bulgarischen Zaren verheiratet war, die Herrschaft. Er regierte als Vasall Iwans in den verbliebenen makedonischen Gebieten um Thessaloniki und in Thessalien. Trotz seiner geringen Macht beanspruchte er aber wie sein Bruder den Kaisertitel. In Arkananien regierte seit 1230 Konstantin, ein weiterer Bruder Theodors, den dieser dort möglicherweise schon vor 1230 als Statthalter eingesetzt hatte.
Der Fall Theodors I. ermöglichte dessen Neffen Michael II., die Rückkehr aus dem Exil nach Arta. Von dort aus übernahm er die Macht im südlichen Epirus, ob mit Billigung Iwans oder gegen dessen Willen ist nicht sicher, die Bevölkerung, der Adel und die Kirche der Region haben ihn jedenfalls sofort anerkannt. Vorerst huldigte Michael II. seinem Onkel Manuel als Oberherren und bekam dafür den Titel eines Despoten verliehen, Michael verwendete den Titel seit 1236 in seinen Urkunden, was jedoch ohne weitere praktische Bedeutung war. Von Arta aus widmete sich Michael II. erfolgreich dem Wiederaufbau des epirotischen Fürstentums. Was das Herrschaftsgebiet und die politische Ausrichtung betraf, war er der wahre Erbe seines Vaters, der das Despotat Epirus als Regionalmacht mit Basis in Westgriechenland begründet hatte, ohne es auf das kaiserliche Diadem abgesehen zu haben.

### Thessaloniki 1230–1246

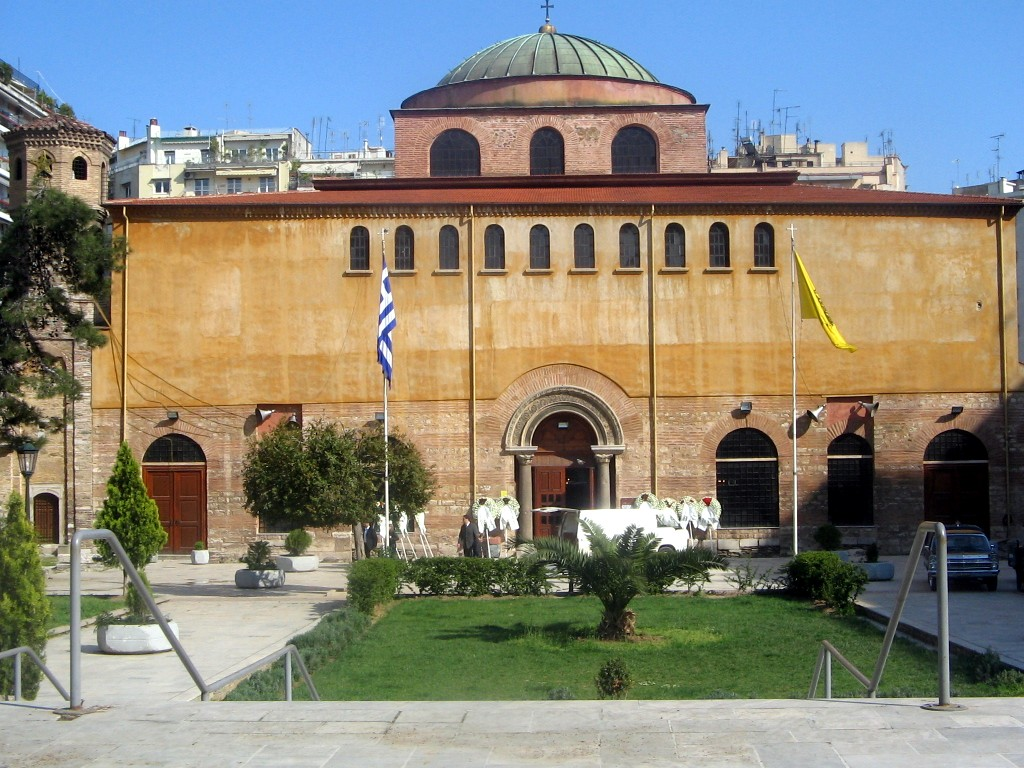
Hagia Sofia, die Kathedralkirche von Thessaloniki

Der bulgarische Zar Iwan versuchte, die Schwäche Manuels auszunutzen und die Kirche von Thessaloniki seinem Patriarchen in Tarnowo zu unterstellen. Das war aber für die Griechen völlig undenkbar und so begann Manuel Verhandlungen mit dem nicäischen Patriarchen Germanos II. An deren Ende akzeptierten er und die westgriechischen Bischöfe alle Bedingungen Nicäas und unterstellten sich 1233 bedingungslos dem Patriarchen. Das innerorthodoxe Schisma war beendet.
1237 verliebte sich der inzwischen verwitwete Zar Iwan in Irene Komnena Angelina, die Tochter seines Gefangenen Theodor und heiratete sie. Irene überzeugte den Gatten, ihren Vater Theodor freizulassen. Dieser kehrte mit seinen Söhnen Johannes und Demetrios nach Thessaloniki zurück, stürzte seinen Bruder Manuel und setzte Johannes als Herrscher ein. Als Geblendeter galt Theodor nach byzantinischer Auffassung nicht als regierungsfähig. Manuel wiederum floh an den Hof von Nicäa, unterwarf sich Kaiser Johannes Vatatzes und suchte dessen Hilfe bei der Wiedergewinnung Thessalonikis. Johannes, der Theodor immer noch für eine Gefahr ansah, stellte Manuel 1239 ein Schiff zur Verfügung und dieser ging nach Thessalien, wo er ein Heer für den Marsch auf Thessaloniki sammelte. Theodor und Johannes boten Verhandlungen an, ehe es zu ernsthaften Kämpfen kam. Man einigte sich die Herrschaft zu teilen: Manuel bekam Thessalien, während Johannes das südliche Makedonien mit Thessaloniki behielt. Konstantin wurde als Herr über Akarnanien und Ätolien bestätigt, Gebiete die er schon seit 1230 beherrschte. Nicht einbezogen in diesen Vertrag war Michael II., was darauf schließen lässt, dass Epirus noch nicht einmal mehr nominell als Vasall Thessalonikis galt, sondern ein eigenständiger Staat war.
Obwohl Bulgariens Macht nach dem Tod Iwans II. († 1241) infolge von Thronstreitigkeiten und den Mongoleneinfällen schnell verfiel, konnten die Herren von Thessaloniki keinen Vorteil aus der Situation zu ziehen. Weder gegen die Intrigen Nicäas noch gegen die Unzufriedenheit des Adels in ihrem Land fanden sie geeignete Mittel. 1246 schließlich konnte Johannes Vatatzes Thessaloniki ohne Widerstand einnehmen, dessen letzter Herrscher Demetrios wurde auf einer Burg in Kleinasien interniert. Sein Vater Theodor floh an den Hof Michaels II. in Arta.

### Wiedererstarken des epirotischen Staates

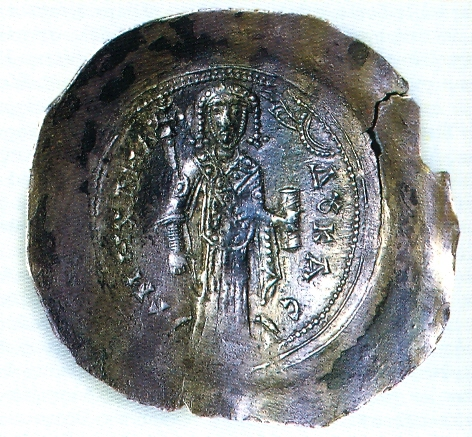
Michael II. Komnenos Dukas

Ein 1237 mit Ragusa geschlossener Handelsvertrag ist die erste bekannte eigenständige außenpolitische Maßnahme Michaels II. Spätestens zu diesem Zeitpunkt spielte das Despotat Epirus wieder eine Rolle in den machtpolitischen Kämpfen Südosteuropas.
Als Manuel, der Herrscher Thessaliens 1241 starb, konnte Michael II. dessen Besitzungen ohne Widerstand übernehmen. Im gleichen Jahr verschwand plötzlich auch der bulgarische Druck auf die epirotische Nordgrenze, denn in Bulgarien waren die Mongolen eingefallen und der Tod des Zaren Iwan II. hatte das instabile Reich in eine tiefe Krise gestürzt. Michael konnte nun daran denken, verlorene Positionen in Albanien und Makedonien zurückzugewinnen.
Als Kaiser Johannes Vatatzes 1246 begann, die geschwächten Bulgaren aus der Romania zu vertreiben, ihnen weite Teile Thrakiens abnahm und bis nach Prilep in Obermakedonien vordrang, wartete auch Michael nicht länger und eroberte Mittelalbanien und Ohrid zurück. Auch Akarnanien war Ende der 40er Jahre nach dem Tod des dortigen Fürsten Konstantin wieder epirotisch geworden. Die beiden griechischen Staaten Epirus und Nicäa hatten nun eine lange gemeinsame Grenze, die im Norden irgendwo zwischen Prilep und Ohrid verlief und dann ungefähr der Linie von Kastoria zum Olymp folgte.
Theodor, der Exilant und ehemalige Herrscher von Thessaloniki überzeugte Michael II. 1251, in die Besitzungen des Kaisers einzufallen. Binnen eines Jahres wurde der Despot von Epirus aber von Johannes Vatatzes besiegt. Im folgenden Friedensvertrag musste er Johannes als rechtmäßigen Kaiser anerkennen, den Westen Makedoniens und möglicherweise auch Gebiete in Albanien abtreten sowie Theodor, den Anstifter des Krieges, ausliefern. Dieser beschloss sein Leben ein Jahr später als Gefangener in einem Kloster.
Der Thronwechsel in Nicäa von 1254, auf Johannes Vatatzes folgte Theodor II. Laskaris, war der Auslöser für einen neuen Krieg. 1255 eröffneten die Bulgaren die Feindseligkeiten gegen den Kaiser und bald darauf traten die miteinander verbündeten Staaten Serbien und Epirus in den Krieg ein. Ihr Ziel war es, Nicäas Positionen im westlichen Balkan zu übernehmen. Michael hatte zu diesem Zweck auch mit vielen albanischen Stammesführern Bündnisse geschlossen. Deren Gefolgsleute bildeten einen großen Teil des Heeres, mit dem Michael 1257 erfolgreich in Mittelalbanien operierte und Durazzo zurückeroberte, das für einige Jahre nicäisch gewesen war. Dann wandte er sich nach Südosten und nahm Prilep sowie Kastoria ein. Viele lokale Magnaten in diesem Teil Makedoniens stellten sich mit eigenen Truppen auf die Seite von Epirus, wodurch Michael das Vordringen sehr erleichtert wurde.

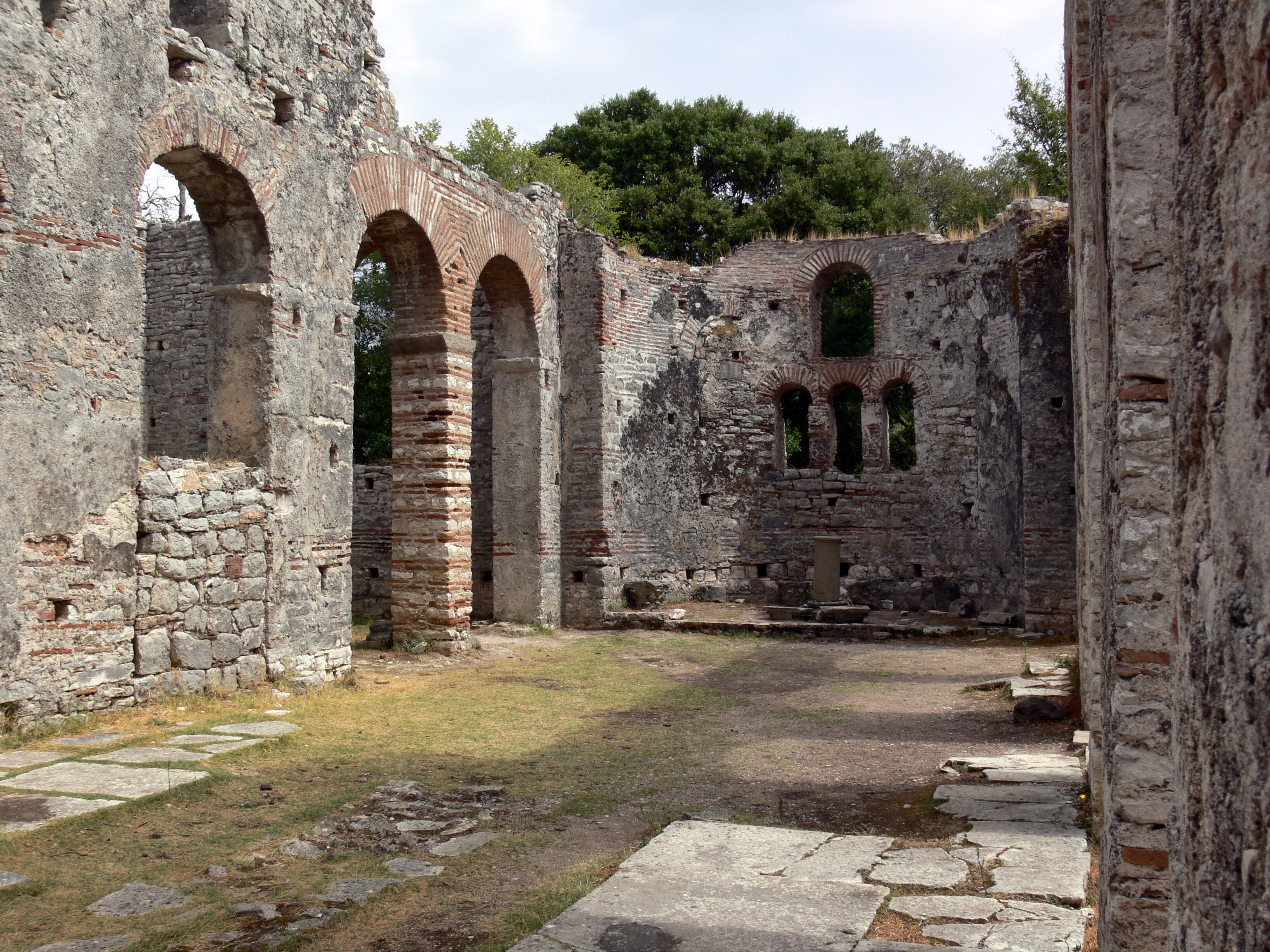
Basilika von Butrint

Während Michael erfolgreich im Osten operierte, wurde Epirus überraschend von Westen angegriffen. Ende 1257 besetzte Manfred von Sizilien die Ionischen Inseln handstreichartig, landete an der albanischen Küste und nahm die Städte Aulona, Durazzo und Berat ein. Michael, der seine starke Position im Osten nicht aufgeben wollte, bot Manfred im Juni 1258 Frieden an und überließ ihm die bisher gemachten Eroberungen. Der Vertrag wurde mit der Heirat Manfreds und Helenas, der Tochter Michaels II. besiegelt. Die an Manfred verlorenen Gebiete – sie umfassten die gesamte albanische Küste vom Kap Rodon bis nach Butrint – galten nun offiziell als Mitgift Helenas.
Etwa zur gleichen Zeit, als Michael II. die Verhältnisse im Westen regeln konnte, starb im August 1258 in Nicäa Kaiser Theodor II. und es kam zu Nachfolgekämpfen, aus denen Michael VIII. Palaiologos, der Begründer der letzten byzantinischen Dynastie, siegreich hervorgehen sollte. Vorläufig aber war dessen Position alles andere als gefestigt, was Michael II. zu seinen Gunsten ausnutzen wollte. Möglicherweise dachte er sogar daran, Konstantinopel selbst zurückzuerobern. Er formte eine neue Allianz vorwiegend mit Lateinern, seinem Schwiegersohn Manfred, Wilhelm von Villehardouin, dem Fürsten der Morea, Guido, dem Herren von Athen, seinem unehelichen Sohn Johannes, der im thessalischen Neopatra regierte, und den kämpferischen Walachen, die sich in Thessalien angesiedelt hatten. Michael VIII. hatte erfahren, welche Allianz sich gegen ihn formte. Er stellte ein vorwiegend aus kumanischen und seldschukischen Söldnern bestehendes Heer auf und sandte es seinem Bruder Johannes Dukas Palaiologos im März 1259 überraschend schnell nach Makedonien. Johannes hielt sich dort mit wechselndem Erfolg seit 1258. Mit den Verstärkungen konnte er nun aber Ohrid besetzen und nach Albanien vordringen, noch ehe sich die Epiroten mit ihren Alliierten vereinigt hatten. Im Spätsommer 1259 standen sich die Heere beider Seiten dann auf der Ebene von Pelagonia gegenüber. Am Vorabend der Schlacht brachen unter den Führern der sehr heterogenen epirotisch-fränkischen Allianz jedoch Streitigkeiten aus. Den Sieg der Nicäer voraussehend führte Michael II. seine Griechen und Albaner nachts heimlich davon und ließ die Franken allein zurück, die dann am anderen Morgen tatsächlich eine verheerende Niederlage erlitten.

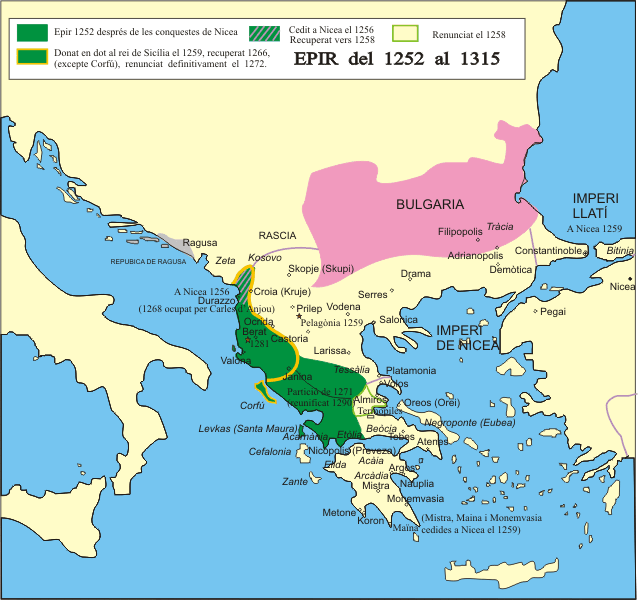
Epirus und seine Nachbarn nach 1250

Im Ergebnis der Schlacht von Pelagonia war die epirotisch-fränkische Allianz zerfallen. Für kurze Zeit konnte Johannes Palaiologos sogar die epirotische Hauptstadt Arta einnehmen. Aber die Macht des Despoten von Epirus war nicht endgültig gebrochen, denn Michael II. hatte den größten Teil seiner Truppen gerettet und seine albanischen und walachischen Verbündeten hielten treu zu ihm. In seinen gut verwalteten und wohlhabenden Kernprovinzen Epirus, Akarnanien und Thessalien war er als Herrscher unumstritten und bald schon regte sich Widerstand gegen die Palaiologen. Wohl bis Ende 1260 hatte Michael II. sein ganzes Land inklusive der thessalischen Besitzungen zurückgewonnen und auch Manfred konnte die ihm übereigneten albanischen Städte wieder einnehmen. Für eine Offensive in die makedonischen und thrakischen Provinzen des Kaisers war Michael aber zu schwach, so dass Nicäa nun darangehen konnte, Konstantinopel von den Lateinern zurückzuerobern, was dann im Juli 1261 auch geschah.

### Der Übergang der Herrschaft von Michael II. an Nikephoros I.
Die Etablierung der kaiserlichen Macht in Konstantinopel änderte zunächst nur wenig an den Verhältnissen im westlichen Griechenland. Das Byzantinische Reich und Epirus standen sich als Konkurrenten gegenüber. Auch wenn die epirotischen Despoten das Kaisertum prinzipiell anerkannten, kam es immer wieder zu Feindseligkeiten, bei der keine Seite einen entscheidenden Vorteil erzielen konnte, so lange sich die Epiroten auf das erneut bekräftigte Bündnis mit Manfred von Sizilien verlassen konnten. Dieser freilich wurde in seinem italienischen Kernland immer stärker durch Karl von Anjou bedroht und konnte daher keine neuen Truppen auf den Balkan entsenden. Allein der byzantinischen Übermacht ausgeliefert sah sich Michael II. genötigt, mit dem Kaiser zu verhandeln. Nach langem Hinhalten musste er 1265 schließlich doch einen wenig vorteilhaften Frieden mit dem Kaiser schließen. Er hatte die bedeutende Stadt Ioannina abzutreten, dem Kaiser einen Vasalleneid zu schwören und musste seinen Sohn Johannes als Geisel nach Konstantinopel schicken. Der Vertrag wurde schließlich mit einer dynastischen Ehe besiegelt. Michaels Sohn Nikephoros I. heiratete Anna Palaiologina, eine Nichte des Kaisers. Dafür erhielt er den Despotentitel verliehen.
Als im Jahr darauf Manfred von Sizilien in der Schlacht bei Benevent fiel, nutzte Michael II. die Gelegenheit und eroberte einige Orte in Albanien zurück. Die wichtigsten Positionen, Berat, Kanina und Aulona blieben allerdings im Besitz der Neapolitaner unter Führung des sizilianischen Admirals Filippo Chinardo, der auch auf Korfu das Kommando hatte. Ende 1266 aber wurde der fähige Befehlshaber vermutlich auf Befehl Michaels II. ermordet. Der Despot selbst starb bald darauf 1267 oder 1268. Im epirotischen Kernland übernahm sein Sohn Nikephoros die Herrschaft, in den thessalischen Besitzungen folgte ihm sein unehelicher Sohn Johannes.
Nach dem Tod Michaels II. verschlechterte sich die politische Situation für den epirotischen Staat binnen kurzer Zeit. Neben dem Verlust Ioanninas bedeutete die Abtrennung Thessaliens durch Erbteilung eine weitere Schwächung. Und im Norden behaupteten die Italiener auch nach dem Tod Chinardos, die Städte Vlora, Kanina und Berat. Die dort und auf Korfu ansässigen italienischen Ritter leisteten Karl von Anjou, dem neuen Herrscher Neapels, den Lehenseid, wie es auch schon die Lateiner in Morea getan hatten. Karl richtete nun seine Aufmerksamkeit auf die epirotische Küste, die er wie schon viele vor ihm zu seiner Operationsbasis für die Eroberung des Byzantinischen Reiches machen wollte. Dieses wiederum erlebte im letzten Drittel des 13. Jahrhunderts eine letzte Phase der Stärke. Eingekeilt zwischen den Neapolitanern im Nordwesten und Süden sowie den Byzantinern im Osten war Nikephoros I. mehr oder weniger isoliert, so dass ihm wenig mehr blieb, als eine Schaukelpolitik zwischen beiden Mächten zu betreiben, um seinen Staat zu erhalten.

### Epirus zwischen Neapel und Konstantinopel

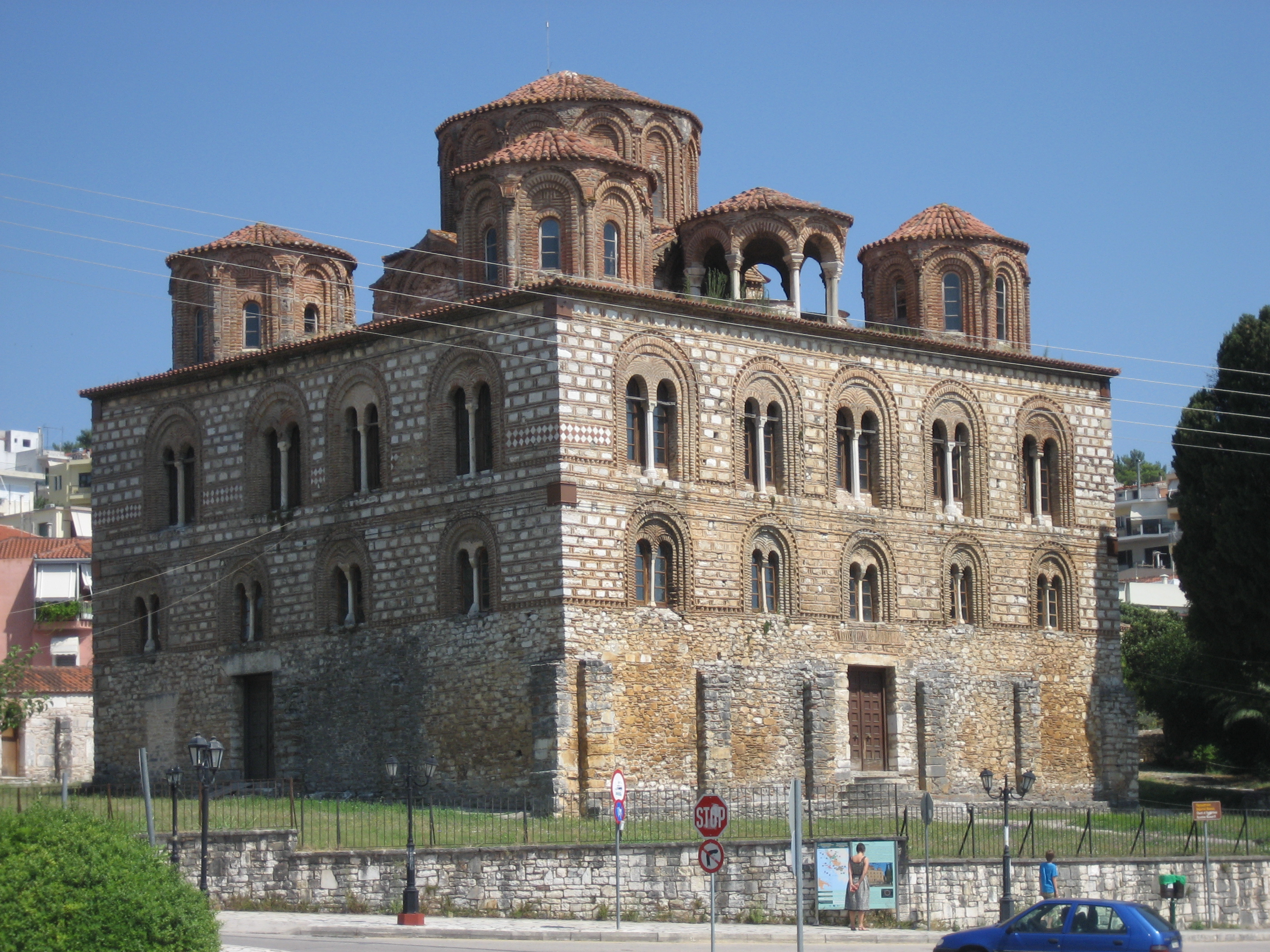
Parigoritria-Kirche in der epirotischen Hauptstadt Arta, erbaut um 1280

Ab 1268 versuchte Karl von Anjou die Verhältnisse in den epirotischen Besitzungen Neapels neu zu regeln und die ehemaligen Gefolgsleute Manfreds teilweise durch eigene Männer zu ersetzen. Dies gelang in Vlora, Kanina und auf Korfu, nicht aber in Berat. Dort hielten sich drei Söhne des verstorbenen Admirals Chinardo mit Hilfe der Albaner als quasi unabhängige Herrscher. Der wichtigste albanische Hafen Durazzo wiederum war nominell noch epirotisch, Nikephoros hatte jedoch keinen Zugriff mehr auf die Stadt, wo sich mit Unterstützung der Venezianer eine unabhängige Stadtregierung der ortsansässigen Romanen und Albaner gebildet hatte. Diese hatten kein Interesse, unter die Herrschaft der Neapolitaner zu geraten, und es gelang ihnen 1270, einen ersten Angriff Karls auf die Stadt abzuwehren.
1271 erzielte Karl aber diplomatische Erfolge in Albanien. Seine Gesandten (Ritter Jean de Nanteuil, Richter Taddeo de Florentia, Aubry de Laon) forderten die dortigen Stammeshäuptlinge auf, Karl als König und Herrn zu huldigen, was auch geschah, denn die Mehrzahl der Albaner bekannte sich schon lange zur römischen Kirche, deren Schirmherren die Anjou waren. Im Gegenzug erhielten sie von Karl Schutz und Treue und empfingen im Februar 1272 die feierliche Bestätigung aller Privilegien. Nikephoros hatte dieser Entwicklung nichts entgegenzusetzen. Mittelalbanien war für Epirus verloren und 1273 konnten Karls Truppen auch Berat erobern. Inzwischen hatte sich Durazzo, das durch ein starkes Erdbeben geschwächt war, den Neapolitanern kampflos ergeben müssen.
Die aus byzantinischer Sicht Besorgnis erregenden Erfolge Karls von Anjou lösten Gegenaktionen des Kaisers Michael VIII. aus. Auf diplomatischer Ebene bemühte er sich um die Beendigung des großen Schismas zwischen der östlichen und der westlichen Kirche, um damit den Papst gegen die Neapolitaner auf seine Seite zu ziehen. Die Kirchenunion wurde 1274 im Laufe des Konzil von Lyon geschlossen, stieß aber auf starken Widerstand der orthodoxen Bischöfe und des griechischen Kirchenvolks. Nikephoros von Epirus hatte sich nicht an den Vereinigungsverhandlungen beteiligt und sein Land wurde zum Rückzugsort vieler Unionsgegner. Noch im Jahr 1274 stießen die byzantinischen Truppen von ihrer epirotischen Basis Ioannina nach Norden vor und eroberten Berat und Butrint. Das eigentliche Ziel des Feldzugs, Durazzo, konnte jedoch nicht erreicht werden, vielmehr kam es zu einem jahrelangen Kleinkrieg in Mittelalbanien. Nikephoros versuchte zunächst, den Kaiser zur Herausgabe von Butrint zu bewegen, da dieser wichtige Hafen zum Kerngebiet des Despotats gehört hatte. Als Michael VIII. ihm dies verweigerte, wechselte er die Seiten und huldigte 1276 König Karl. Aber auch diese Allianz brachte Nikephoros nichts ein. Vielmehr nötigte ihn Karl, ihm außer Butrint auch noch das weiter nördlich gelegene Himara zu überlassen.

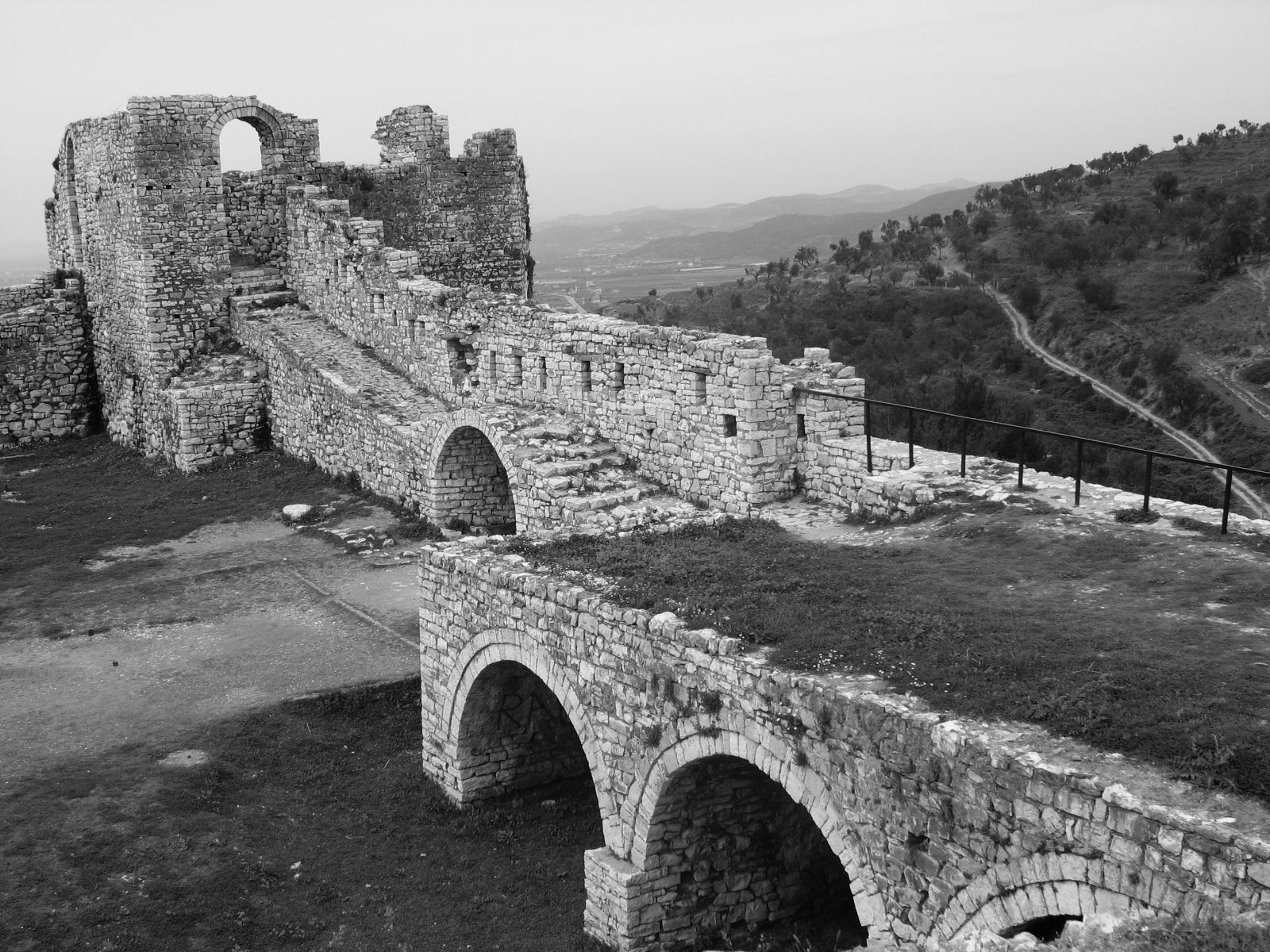
Die Burg von Berat

Eine undurchsichtige Rolle spielte zu jener Zeit Demetrios Michael, der jüngere Bruder des Nikephorus. Er ging nach Konstantinopel und heiratete vermutlich 1275 eine Tochter des Kaisers, der ihm auch den Despotentitel verlieh. Möglicherweise wollte Michael VIII. ihn benutzen, um Nikephoros zu stürzen. Dazu kam es jedoch nicht, denn als Karl von Anjou 1279 erneut einen Großangriff gegen das Byzantinische Reich startete, der mit der Belagerung von Berat begann, lief Nikephoros von sich aus wieder zum Kaiser über. Sein jüngerer Bruder Michael nahm an der Verteidigung der albanischen Stadt gegen die Neapolitaner teil, die dort 1280 unter dem Kommando von Hugue des Sully eine herbe Niederlage einstecken mussten.
Die Sizilianische Vesper 1282 schwächte Karl dann so sehr, dass er von weiteren Feldzügen auf dem Balkan absehen musste. Der Tod Michaels VIII. Ende desselben Jahres schien die Umklammerung des Despotats durch die zwei großen Regionalmächte auch von dieser Seite her zu lockern. In jedem Fall bot sich für Nikephoros die Gelegenheit zur diplomatischen Initiative. Er sandte seine Gattin Anna Palaiologina nach Konstantinopel, damit sie bei ihrem Cousin, dem neuen Kaiser Andronikos II. für gute Beziehungen zwischen den beiden griechischen Staaten eintrat. Man einigte sich, gemeinsam gegen Johannes, den griechischen Fürsten von Thessalien zu operieren. Dieses Übereinkommen brachte aber für keine der beiden Parteien Vorteile, da ein Feldzug 1283 mit einer schweren Niederlage endete. Einige Jahre später scheiterte Annas Versuch, ihre Tochter Thamar mit dem byzantinischen Thronfolger Michael IX. zu verheiraten, am Widerstand des Patriarchen.
Nach diesen Misserfolgen gewann die antibyzantinische Partei am Hof von Arta wieder an Boden, die in der von Anna angestrebten Nähe zu Konstantinopel eine Gefahr für die epirotische Unabhängigkeit sah. Nikephoros gab dieser Stimmung nach, als ihm Gesandte Karls II. von Neapel 1291 ein Bündnis anboten. Nikephoros verheiratete seine Tochter Thamar dann im September 1294 mit Karls Sohn Philipp, der von seinem Vater Korfu sowie alle Besitzungen Neapels in Albanien und Epirus als Lehen bekommen hatte. Durch die Heirat gelangte Philipp zudem in den Besitz mehrerer Orte in Ätolien und übernahm die Führung einer gegen den byzantinischen Kaiser gerichteten Liga. Gleichwohl konnte er das Vordringen der Byzantiner in Albanien nicht verhindern. Diese nahmen 1295 Durazzo ein, womit sich das Byzantinische Reich ein letztes Mal in seiner Geschichte bis zur Adria ausdehnte. Immerhin aber waren die Epiroten wieder in den Besitz von Ioannina gelangt. Die Grenze zum byzantinischen Kaiserreich verlief nun für einige Jahrzehnte einige Kilometer nördlich dieser Stadt.

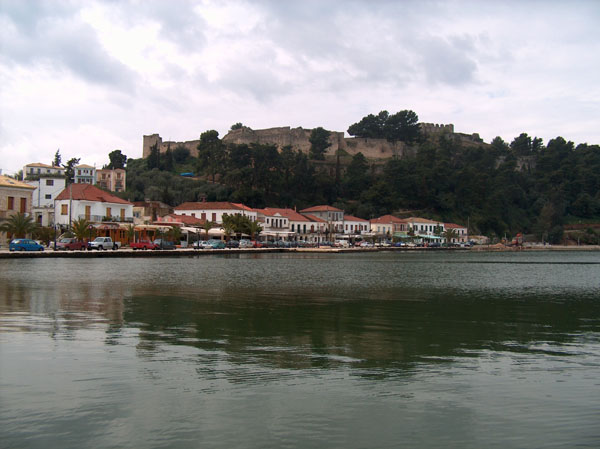
Vonitsa war die bedeutendste epirotische Festung in Akarnanien

Das kurzlebige epirotisch-angevinische Bündnis endete 1295 im Kleinkrieg um die an Philipp abgetretenen ätolischen Städte, die der in dieser Region ansässige mit dem neuen Herrn unzufriedene griechische Adel begonnen hatte. Nach dem Tod Nikephoros’ I. wurde 1297 dessen Sohn Thomas Fürst in Epirus. Für den kaum zehn Jahre alten Prinzen regierte seine Mutter Anna, die nun wieder Anschluss an Byzanz suchte, mit dessen Hilfe sie die Erbansprüche Philipps von Tarent und seiner Gattin Thamar abzuwehren versuchte. Mit Hilfe kaiserlicher Truppen konnte 1304 ein neapolitanischer Angriff zurückgeschlagen werden. Die Häfen Butrint, Vonitsa und Naupaktos wurden wieder epirotisch. Vermutlich 1307 heiratete der junge Thomas eine Tochter des Mitkaisers Michael IX. Palaiologos und noch im selben Jahr wurde Frieden mit Neapel geschlossen, um den Preis der Abtretung der jüngst durch die Epiroten eroberten Orte an Philipp. Dieser verzichtete dafür auf seine weitergehenden Erbansprüche. Es sollte sich bald herausstellen, dass die Gefahr für den Fortbestand der epirotischen Angeloi-Dynastie nicht gebannt war. Schon 1294 hatte Nikephoros seine andere Tochter Maria mit Giovanni Orsini, dem Grafen von Kephalonia verheiratet. Maria brachte als Heiratsgut die Insel Leukas mit, die damit an die Grafschaft Kephalonia überging. Kaum erwachsen geworden entwickelten deren Söhne Ambitionen, die Macht in Epirus zu übernehmen. Philipp von Tarent dagegen war 1309 endgültig als Mitbewerber um das Fürstentum ausgeschieden, weil er sich von seiner epirotischen Frau Thamar getrennt hatte und sie sogar ins Gefängnis werfen ließ, wo sie bald darauf starb.
1315 zerbrach nach fast zwei Jahrzehnten die epirotische Allianz mit den Byzantinern. Der Kaiser hatte die nördliche Hälfte von Epirus schon einige Zeit in seinem Besitz und aufgrund der stabilen Verhältnisse war es den Byzantinern gelungen, eine geordnete Verwaltung einzurichten. Die westliche Provinz wurde durch einen Militärgouverneur regiert, der seinen Sitz in Berat hatte. Aus unbekannten Gründen kam es zum Streit mit den Epiroten und die Byzantiner fielen von Norden her ins Gebiet des Despoten Thomas ein. Ihre Truppen kamen bis nach Arta und plünderten das ganze Land inklusive der Hauptstadt. Als Reaktion darauf ließ Thomas seine Frau Anna, eine byzantinische Prinzessin, einkerkern, weil er sie verdächtigte, mit Konstantinopel zu konspirieren. Er versuchte dann, sich wieder mit den Neapolitanern und den Lateinern in Griechenland zu verbünden, erhielt aber keine wirksame Hilfe.

### Epirus unter den Orsini
Die Grafschaft Kephalonia war die älteste lateinische Herrschaftsbildung im byzantinischen Osten. Sie war 1185 entstanden, als Wilhelm II. von Sizilien seinen Admiral Margaritos von Brindisi mit den Ionischen Inseln Kefalonia, Ithaka und Zakynthos belehnte, die dieser zuvor den Byzantinern entrissen hatte. Schon 1194 musste Margaritos die Inseln seinem Schwiegersohn Maio Orsini überlassen. Seitdem hatten sich die Orsini als Herren der Grafschaft behauptet, wobei sie nacheinander verschiedene auswärtige Herrscher als Lehensherren anerkannten. Seit 1267 waren sie Vasallen der Könige von Neapel. Schon Graf Maio II. hatte sich mit den Angeloi aus Epirus verbunden. Um 1227 hatte er Anna Theodora Angelina, eine Tochter oder Nichte Michaels I. geheiratet. In die inneren Angelegenheiten des griechischen Nachbarstaats griffen Angehörige der Familie Orsini erst zwei Generationen später zu Anfang des 14. Jahrhunderts ein, als die Brüder Nicola und Giovanni II., die aus der Ehe Giovannis I. mit Maria Angelina stammten, kurz nacheinander die Herrschaft über Epirus usurpierten.
Nicola, der die Grafschaft Kephalonia 1317 von seinem Vater geerbt hatte, sah 1318 seine Chance gekommen, die Macht in Epirus zu übernehmen. Sein Onkel Thomas war durch den Einfall der Byzantiner geschwächt, stand ohne Bündnispartner isoliert da und die probyzantinische Partei des epirotischen Adels verübelte ihm die Gefangennahme der eigenen Gemahlin Anna Palaiologina. Nicola nahm Arta im Handstreich, ließ Thomas ermorden, befreite dessen Witwe aus dem Gefängnis, heiratete sie und proklamierte sich zum Herren über Epirus. Der örtliche Adel akzeptierte diese Usurpation ohne Widerstand, wohl nicht zuletzt deshalb, weil Nicola zur orthodoxen Kirche übertrat und die inneren Verhältnisse des Despotats unverändert ließ. Allerdings fehlte es dem neuen Fürsten an Mitteln, seinen Staat gegen die Begehrlichkeiten der Nachbarn zu sichern. Während die Angevinen vorläufig von einer Intervention absahen, ihren nominellen Vasallen aber auch nicht unterstützten, nutzen die Byzantiner die Situation aus und okkupierten Ioannina. Somit hatte der Dynastiewechsel und die Vereinigung mit der Grafschaft Kephalonia keine wesentliche Stärkung des epirotischen Staates bedeutet. Seit etwa zwei Generationen schon hatte man immer wieder Burgen, Städte und Territorien an die Byzantiner oder die Neapolitaner abtreten müssen und Nicola war nun auf den Süden von Epirus und Akarnanien beschränkt. 1323 wurde Nicola von seinem Bruder Giovanni ermordet, der als Johannes I. neuer Fürst des Despotats wurde und wie sein Vorgänger zum Glauben seiner griechischen Untertanen übertrat.
Johannes musste die Anerkennung seiner gewaltsam erlangten Herrschaft von seinem angevinischen Lehensherren teuer erkaufen. Philipp von Tarent ließ sich 1325 die Inseln Kephalonia, Ithaka und Zakynthos abtreten und belehnte damit seinen jüngeren Bruder Johann, der auch Fürst von Achaia war. Um dem Druck der Angevinen zu begegnen, verbündete sich Johannes mit den Byzantinern. Er erkannte die Oberherrschaft des 1328 zur Alleinherrschaft gelangten Kaisers Andronikos III. an und heiratete Anna, die Tochter des Protovestiars Andronikos Palaiologos, der im nördlichen Epirus Provinzgouverneur war. Dafür bekam er wie schon sein Onkel Thomas vom Kaiser den Despotentitel verliehen und Andronikos willigte sogar ein, Ioannina und Umgebung wieder mit dem Despotat zu vereinigen, nicht zuletzt weil die Bürger der Stadt darum gebeten hatten. Der enge Anschluss des Johannes an den Kaiser löste fast zwangsläufig eine Gegenreaktion der Neapolitaner aus, die 1331 ein Heer unter dem Kommando Walters von Brienne entsandten. Ihm gelangen die Einnahme von Vonitsa und die Besetzung der Insel Leukas. Danach verbündete er sich mit einigen albanischen Stammesführern, belagerte Arta und zwang so Johannes wieder Vasall der Angevinen zu werden. Danach räumten die neapolitanischen Truppen Epirus, bis auf Vonitsa und Leukas, die in Händen der Neapolitaner blieben. Als 1332 Stephan Gabrielopulos, der griechische Herr über den Westen Thessaliens, starb, nutzte Johannes das Machtvakuum und besetzte große Teile von dessen Gebiet inklusive der Residenz Trikala. Das meiste davon musste er bald wieder an Byzanz abtreten, als Andronikos III. im Herbst desselben Jahres an der Spitze seiner Truppen selbst nach Thessalien kam. Der Rest ging verloren als Johannes 1335 überraschend starb und Epirus seinem unmündigen Sohn Nikephoros II. hinterließ.

### Eroberung durch Kaiser Andronikos III.
Für den unmündigen Nikephoros II. übernahm seine Mutter Anna Palaiologina die Regierung. Ihre schwache Regentschaft ausnutzend ließ Kaiser Andronikos III. seine Truppen 1336 erneut in Ioannina einmarschieren. In den folgenden zwei Jahren bekämpfte er erfolgreich die mittlerweile in Thessalien und Epirus ansässigen albanischen Stämme. Als er nach deren Niederlage den Rücken frei hatte, begann der Kaiser 1338 auch den südlichen Teil von Epirus zu besetzen. Anna versuchte die Herrschaft für ihren Sohn zu retten, indem sie anbot, die Oberhoheit des Basileos anzuerkennen. Andronikos ging jedoch nicht darauf ein, sondern setzte einen seiner Beamten als Gouverneur in Arta ein. Anna, Nikephoros und seine Schwestern, die das Land verlassen sollten, bekamen als Entschädigung Güter in der Nähe von Thessaloniki zugewiesen. Schließlich wurde der abgesetzte junge Fürst mit einer Tochter des kaiserlichen Kanzlers Johannes Kantakuzenos verlobt. Damit schien es, als sei die Wiedereingliederung von Epirus in das Byzantinische Reich erfolgreich abgeschlossen.
Aber die antibyzantinische Fraktion in Arta gab sich nicht geschlagen. Nikephoros wurde die Flucht außer Landes ermöglicht und er ging in Begleitung einiger Berater an den angevinischen Hof von Tarent. Dort gewann er die Unterstützung Katharinas von Valois, der Witwe Philipps von Tarent. Katharina organisierte nun militärische Unterstützung für die Anhänger des Nikephoros, während diese die Kontrolle über die Hauptstadt Arta, Thomokastron (nahe Preveza) und einige andere befestigte Orte übernahmen. Mitte des Jahres 1339 kehrte Nikephoros zusammen mit einigen neapolitanischen Söldnern nach Epirus zurück. Die Kräfte der antibyzantinischen Rebellen und ihrer Verbündeten reichten aber nicht aus, um ihre Macht auf das ganze Land auszudehnen. Sie blieben auf die befestigten Plätze im Süden beschränkt. Als 1340 byzantinische Hilfstruppen in Epirus ankamen, gerieten Nikephorus' Anhänger vollends in die Defensive. Schnell verloren sie Arta und am Ende wurde Nikephoros in Thomokastron belagert, wo er sich nach einiger Zeit dem herbeigeeilten Kaiser ergeben musste. Er wurde dann, wie zwei Jahre zuvor geplant, auf seine Güter bei Thessaloniki geschickt. Er musste nun auch seine Verlobte heiraten. Andronikos ließ auch den übrigen Rebellen gegenüber Milde walten, alle behielten ihre Güter und Ämter in der örtlichen Verwaltung. Zum Gouverneur wurde Johannes Angelos ernannt. Dieser gehörte einem Zweig der Angeloi an, die nach 1204 ins Exil nach Nicäa gegangen waren. Von dort waren sie 1261 mit den Palaiologen nach Konstantinopel zurückgekehrt.
Der innergriechische Zwist um die Macht in Epirus hatte zwar mit einem byzantinischen Sieg geendet und dem Kaiser alle wichtigen Städte und Burgen des Landes von Berat im Norden bis Arta im Süden eingebracht, aber auch den Albanern wieder Raum zur Entfaltung gegeben. Albanische Stammesführer kontrollierten nach 1340 mit ihren Leuten das flache Land und der byzantinischen Verwaltung blieb nichts übrig, als sich mit ihnen zu arrangieren, denn der Großteil der Truppen war nach dem Tod des Andronikos (1341) im Osten in einen Bürgerkrieg um den Kaiserthron verwickelt. Gleichzeitig wurde das Reich durch die große Pestepidemie geschwächt, der 1347 auch der Gouverneur Johannes Angelos zum Opfer fiel.

### Eroberung durch die Serben und die Restauration Nikephoros II.
Nach seiner Krönung in Skopje 1332 hatte der serbische König Stefan Dušan energisch damit begonnen, sein Reich nach Süden zu erweitern. Noch zu Lebzeiten Andronikos III. waren die ersten Truppen Stephans an der Nordgrenze von Epirus erschienen. Eine dauerhafte Besetzung des in unterschiedliche Herrschaften und Stammesgebiete zersplitterten Albaniens erfolgte aber erst nach 1342. Die Serben stießen dabei auf wenig Widerstand, vermutlich weil sich Stephan von Beginn an mit einer lockeren Oberherrschaft begnügte. Die albanischen Stammesführer schworen dem König einen Eid und wurden mit ihren Gefolgsleuten in das Heer integriert. Wenige Jahre später stützte sich Stephan bei der Eroberung von Epirus ganz wesentlich auf solche albanischen Verbände.
Als der tatkräftige Kaiser Andronikos 1341 gestorben war, mischte sich der serbische Herrscher zunächst in den folgenden byzantinischen Bürgerkrieg ein. Gleichzeitig besetzte er die westlichen Provinzen des Byzantinischen Reiches. Dagegen konnte der schwache und erst mit Stephans Hilfe auf den Thron gelangte Kaiser Johannes VI. Kantakuzenos wenig tun. Zwischen 1342 und 1345 nahmen die Serben die vormals epirotischen Städte Vlora, Kanina und Berat in Besitz. 1347/48, als der byzantinische Widerstand wegen der großen Pestepidemie mehr oder weniger zusammenbrach, eroberte Stephan ganz Epirus, Akarnanien und Ätolien, sein Feldherr Preljub besetzte inzwischen Thessalien. In Epirus setzte der serbische Zar seinen Halbbruder Simeon als Regenten ein. Zur Festigung seiner Position heiratete dieser Thomais, die Tochter der Anna Palaiologina und Schwester Nikephoros II. Johannes Komnenos Asen, der Schwager Stephans, bekam Vlora, Kanina und Berat zugewiesen. Er vermählte sich mit der schon erwähnten Witwe Anna Palaiologina. So wurden nun sowohl der nördliche wie auch der südliche Teil des Landes von Verwandten des Zaren regiert, die sich ehelich mit Frauen aus der ehemaligen Herrscherfamilie Orsini verbunden hatten. Im von der Pest entvölkerten südlichen Epirus und Thessalien siedelten sich unter der serbischen Herrschaft weitere albanische Stammesführer mit ihren Gefolgsleuten an. Einige von ihnen wurden noch von Stephan Dušan selbst mit Gütern in Epirus ausgestattet, so vermutlich Peter Bua Shpata, der vor 1354 Delvina und Angelokastron (seit 2011 ein Ortsteil von Agrinio) erhielt. Peters Vater Nikola war Protovestarios am Hof des Zaren gewesen.
Der abgesetzte Fürst Nikephoros II. stand Anfang der 1350er Jahre in byzantinischen Diensten. Die Beziehungen zu seiner angeheirateten serbischen Verwandtschaft, die statt seiner in Epirus regierte, waren nicht besonders eng. Und als Stefan Dušan 1355 starb und mit dem Tod des Zaren der Zerfall des kurzlebigen serbischen Großreichs begann, suchte Nikephoros daraus seinen Vorteil zu ziehen. Zuerst übernahm er die Macht in Thessalien, dessen serbischer Gouverneur Preljub ebenfalls 1355 gestorben war. Im Frühjahr 1356 drang er nach Epirus vor und vertrieb seinen Schwager Simeon aus Arta. Wenig später kontrollierte er die meisten Städte und Burgen des südlichen Epirus. Nikephoros trennte sich dann von seiner im Land sehr beliebten Gattin Maria Kantakuzene, weil er Theodora, eine bulgarische Prinzessin aus dem Haus der Asseniden heiraten wollte. Der epirotische Adel zwang ihn aber, Maria zurückzurufen. 1359 starb Nikephoros während der Schlacht am Acheloos im Kampf gegen die Albaner.

### Zerfall des epirotischen Staates und Eingliederung ins Osmanische Reich
Der Ausfall des Serbischen Reiches als Ordnungsmacht auf dem westlichen Balkan und der Tod des Nikephoros bewirkten letztlich die völlige Auflösung des Despotats Epirus. Zahlreiche Kleinfürsten und Warlords unterschiedlicher Herkunft, darunter Serben, Albaner und Italiener, hielten einzelne Städte oder kleine Landstriche mit einigen Burgen und führten fast ständig Krieg gegeneinander. Auch die seit den 1360er Jahren immer schneller vonstattengehende Expansion der muslimischen Türken in Südosteuropa führte nicht zu einer Vereinigung der Kräfte in Epirus. Vielmehr nahmen manche der lokalen Machthaber türkische Söldner in Dienst, um mit deren Hilfe gegen ihre Nachbarn zu kämpfen. So waren schon lange vorher viele Muslime ins Land gekommen, ehe Epirus zwischen 1415 und 1449 schrittweise in das Osmanische Reich integriert wurde. Von den Fürsten, die seit der Mitte des 14. Jahrhunderts bis zur türkischen Eroberung Teile des Landes beherrschten, führten noch einige den Titel eines Despoten, der bis zum Ende der Palaiologen-Dynastie weiterhin von den byzantinischen Kaisern verliehen wurde, auch wenn deren tatsächlicher Einfluss schon lange nicht mehr bis nach Westgriechenland reichte. Als letzter nannte sich Leonardo Tocco († 1495) Despot von Arta.

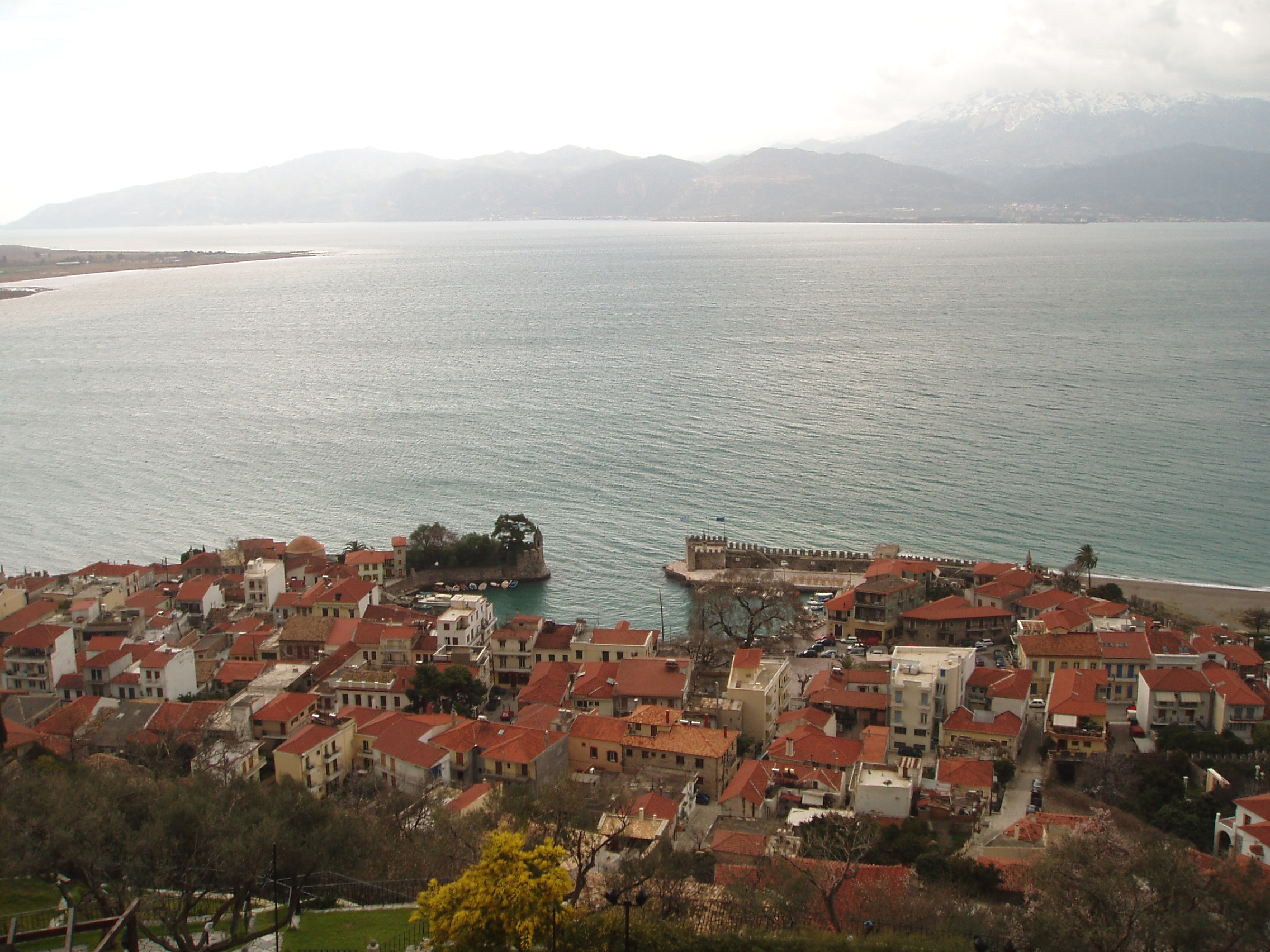
Der Hafen von Lepanto am Golf von Korinth

 Das im Frühjahr 1359 entstandene Machtvakuum nutzte Simeon Uroš aus, ehe noch seine Konkurrenten in Serbien und Griechenland vom Tod des Nikephoros erfahren hatten. Zuerst besetzte er Thessalien, wo ihn in der Residenzstadt Trikala die griechischen und serbischen Adligen der Region zum Imperator ausriefen. Dann wandte er sich nach Epirus. Bedrängt von den Albanern erkannten Ioannina, Arta und einige kleinere Städte Simeon sofort als Herrscher an, weil sie sich von ihm militärische Hilfe erhofften. Simeon ließ aber nur einige Gouverneure mit wenigen Truppen im Land zurück, er selbst hielt sich in den folgenden Jahren meistens in Thessalien auf, das er gegen Angriffe der Katalanen aus Böotien und des Radoslav Hlapen aus Edessa verteidigen musste. Seine epirotischen Statthalter waren unterdessen nicht in der Lage, das Land für ihn zu kontrollieren. Immer mehr Burgen und Städte, darunter auch Arta, wurden von den Albanern eingenommen, nur in Ioannina hielten sich die Serben. Die wichtigsten albanischen Führer waren Gjin Bua Shpata und Peter Losha, die sich nun im südlichen Epirus, in Akarnanien und Ätolien eigene Fürstentümer aufbauten. Simeon musste sich damit begnügen, dass diese beiden ihn nominell als ihren Oberherren anerkannten, wofür sie der selbst ernannte Zar mit dem Despotentitel auszeichnete. Peter Losha († 1374) herrschte über Arta, Gjin Bua Shpata regierte Angelokastron und Lepanto. Nach dem Tod Peters konnte er dessen Besitzungen noch dazugewinnen. Im nördlichen Teil des Landes hatten sich zur gleichen Zeit die albanischen Clans der Musachi, Malakasi und Zenebishti niedergelassen. Gjon Zenebishti gelang der Aufbau eines kleinen Fürstentums, das von Sagiada an der ionischen Küste bis ins Drinostal reichte.
Für den noch unter seiner direkten Kontrolle stehenden Teil des Landes mit der Hauptstadt Ioannina ernannte Simeon 1366 Thomas Preljubović zum Gouverneur und verheiratete ihn auch mit seiner Tochter Maria. Die Bürger der Stadt hatten um einen starken Kommandanten gebeten, der sie vor den Überfällen der Albaner schützen könnte. Schon bald mussten die Griechen aber erkennen, dass sie nun einen Tyrannen innerhalb ihrer Mauern hatten. Thomas war ein rücksichtsloser Kriegsherr, der sich am Kirchengut vergriff, um seine militärische Gefolgschaft zu entlohnen und zahlreiche neue Steuern einführte, um seine Hofhaltung zu finanzieren. Als Simeon 1370 starb, machte sich Thomas zum unabhängigen Fürsten im mittleren Epirus. Im Namen des Kaisers bekam er 1382 von Matthias, dem neuen aus Konstantinopel entsandten Erzbischof für Ioannina den Despotentitel verliehen. Trotzdem setzte Thomas den Erzbischof später ab und trieb ihn ins Exil. Mit wechselndem Erfolg führte Thomas fast ständig Krieg gegen die benachbarten albanischen Stammesführer. 1367, 1377 und 1379 konnte er Angriffe auf seine Hauptstadt zurückschlagen. Während einer Periode des Waffenstillstands verheiratete er seine Tochter Irene mit Johannes, dem Sohn Peter Loshas. Um 1380 nahm er eine größere Zahl fränkischer und türkischer Söldner in Dienst, mit deren Hilfe er den Albanern bis 1384 empfindliche Niederlagen beibrachte und ihnen mehrere Festungen abnahm. 1384 eroberte Gjon Zenebishti im Norden Gjirokastra. Die Stadt blieb Zentrum seines Fürstentums, bis sie 1417 von den Osmanen eingenommen wurde. Durch seine Grausamkeit bei Freund und Feind verhasst fiel Thomas im Dezember 1384 einem von seiner Leibwache ausgeführten Mordanschlag zum Opfer. An der Planung soll auch seine Ehefrau Maria beteiligt gewesen sein. Die Bevölkerung von Ioannina erkannte Maria als neue Herrscherin an. Bei der Regierung ließ sie sich von ihrem Bruder Jovan Uroš, der bis dahin als Mönch in Meteora gelebt hatte, unterstützen.
Im Februar 1385 heiratete Maria Esau de’ Buondelmonti, einen florentinischen Adligen und Abenteurer, der einige Jahre zuvor als Söldner nach Epirus gekommen und dann von Thomas Preljubović gefangen genommen worden war. Der neue Fürst machte viele unpopuläre Maßnahmen seines Vorgängers rückgängig und rief auch Erzbischof Matthias aus dem Exil zurück. 1386 bekam er von einer byzantinischen Gesandtschaft den Despotentitel verliehen, womit seine Herrschaft gegenüber den griechischen Untertanen stärker legitimiert wurde.
Schon unmittelbar nach seiner Machtübernahme musste Esau 1385 einen neuen Angriff der Albaner unter Gjin Bua Shpata abwehren. Um sich dauerhaft behaupten zu können, suchte er das Bündnis mit den Osmanen, die mittlerweile Makedonien erobert hatten und zur stärksten Macht auf dem Balkan aufgestiegen waren. 1386 ging er nach Edirne an den Hof des Sultans und wurde Vasall Murads I. Mit Hilfe türkischer Truppen konnte Esau seine Position gegenüber den Albanern bis zum Tod des Sultans in der Schlacht auf dem Amselfeld 1389 festigen und ausbauen. Danach zogen die türkischen Verbündeten ab. 1394 starb Esaus Gattin Maria und ein neuer Angriff der Albaner folgte. Der Konflikt wurde diplomatisch gelöst, indem Esau 1396 Irene, die Tochter Shpatas, heiratete. In den folgenden Jahren stellte sich der Fürst zusammen mit seinen neuen albanischen Verbündeten gegen die Osmanen. Doch dieses Bündnis hielt nur kurze Zeit und hätte gegenüber einer ernsthaften militärischen Kampagne der Türken auch keine Chance gehabt. 1399 zog Esau gegen Gjon Zenebishti im Norden. Er wurde aber vor Gjirokastra geschlagen und gefangen genommen. Seine Freilassung erfolgte auf Fürsprache der Republik Venedig. Bei einem zweiten Aufenthalt in Edirne (1399/1400) konnte Esau die Unterstützung Bayezids I. gewinnen und sich erneut gegen die Albaner wenden. Gestützt auf türkische Hilfstruppen, die sich aufgrund des innerosmanischen Bürgerkriegs nach 1402 ganz auf ihn verpflichteten, konnte Esau sein Gebiet im mittleren Epirus erfolgreich absichern.
Als Esau im Februar 1411 starb, weigerten sich die Großen des Landes, seinen jungen Sohn Giorgio aus dritter Ehe mit Eudokia Balsha als Erben anzuerkennen. Beide gingen ins Exil. Zum Fürsten wurde Carlo I. Tocco, Pfalzgraf von Kephalonia, gewählt. Wie seine Vorgänger verbündete er sich mit den Osmanen. Es gelang ihm 1415, die Albaner im Süden entscheidend zu schlagen und die alte epirotische Residenz Arta einzunehmen. Im selben Jahr bestätigte Kaiser Manuel II. ihm den Despotentitel. Wenig später eroberten die Osmanen 1417 im Norden Vlora, Kanina, Berat und Gjirokastra. Die ehemals epirotischen Regionen unterstanden nun teils direkt, teils indirekt der Herrschaft des Sultans. Damit war die Eingliederung des südlichen Epirus ins Osmanische Reich nur noch eine Frage der Zeit. Ioannina wurde 1430 türkisch, während in Arta noch bis 1448 Carlo II. als Vasall des Sultans regierte. Dem letzten christlichen Fürsten in der Region, Leonardo Tocco, blieben nach 1449 nur noch die Festungen Vonitsa, Varnazza und Angelokastron, die schließlich 1479 osmanisch wurden.

## Kultur

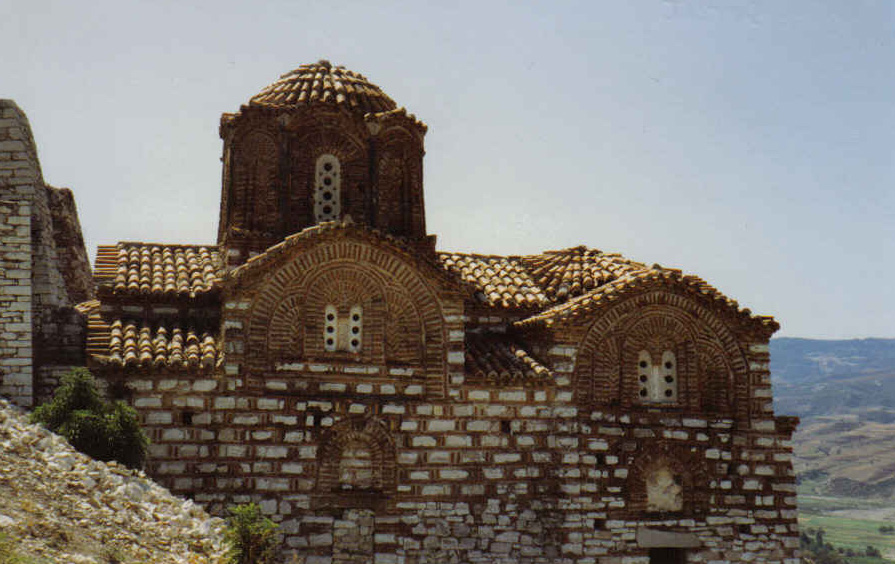
Dreifaltigkeitskirche in Berat (heutiges Albanien)

Im Despotat Epirus lebte die griechische Kultur von Byzanz nach 1204 ungebrochen fort. In der Architektur und der bildenden Kunst ist ein ausgesprochener Konservatismus zu beobachten und die Traditionen des 12. Jahrhunderts wurden ohne große Veränderungen weitergeführt. Die lange politische Eigenständigkeit im 13. und 14. Jahrhundert hat nicht zur Ausprägung eines eigenen epirotischen Stils geführt und trotz ehelicher Verbindungen des Herrscherhauses mit westeuropäischen Familien, blieben die lateinischen Einflüsse sehr begrenzt. So finden sich anders als etwa auf dem byzantinischen Morea keine Anklänge an die Gotik. Die Basis für diese Erkenntnisse ist allerdings recht schmal, denn aus der Zeit des epirotischen Despotats sind nur wenige Bauten und Kunstwerke erhalten geblieben. Was die Architektur betrifft, sind dies vor allem Kirchen, so zum Beispiel die im 13. Jahrhundert erbauten Kirchen, der beiden dem hl. Nikolaus geweihten Klöster auf der Ioannina-Insel: Agios Nikolaos Strategopoulos (Αγίου Νικολάου των Στρατηγοπούλων) und Agios Nikolaos Philanthropenos (Αγίου Νικολάου των Φιλανθρωπηνών), die Dreifaltigkeitskirche (alb. Kisha e Shen Triadhes) in Berat, die Marienkirche des Klosters Zvernec bei Vlora und die Paregoritria-Kirche in Arta. Die Profanarchitektur wird nur durch einige Festungen repräsentiert. Die Paläste der Despoten und sonstige Wohnbauten sind nicht erhalten.
Aus der Spätzeit des Despotats sind zwei Chroniken überliefert, die die Ereignisse kurz vor der osmanischen Eroberung aus der Innenperspektive der Epiroten schildern. Dies sind die so genannte Chronik von Ioannina für die Zeit von 1341 bis 1400 und die Chronik der Toccos für 1375–1422.

## Liste der Herrscher von Epirus
- 1204–1214 Michael I. Komnenos Dukas Angelos
- 1214–1230 Theodoros I. Komnenos Dukas
- 1230–1267/68 Michael II. Komnenos Dukas Angelos
- 1267/68–1297 Nikephoros I. Komnenos Dukas Angelos
- 1297–1318 Thomas I. Komnenos Dukas Angelos
- 1318–1323 Nikola Orsini
- 1323–1335 Giovanni II. Orsini
- 1335–1339 und 1355–1359 Nikephoros II. Orsini
  - 1340–1348 Johannes Angelos (byzantinischer Gouverneur)
- 1348–1355 und 1359–1366/70 Simeon Uroš Palaiologos
- 1354–1399 Gjin Bua Shpata (in Angelokastron, seit 1374 auch in Arta)
- 1358–1374 Peter Losha (in Arta)
- 1366/70–1384 Thomas II. Preljubović (in Ioannina)
- 1384–1385 Maria Angelina Dukaina Palaiologina (in Ioannina)
- 1385–1411 Esau de’ Buondelmonti (in Ioannina)
- 1399–1415 Muriq Shpata (in Arta)
- 1411–1429 Carlo I. Tocco (in Ioannina, seit 1416 auch in Arta)
- 1415–1416 Jakub Shpata (in Arta)
- 1429–1448 Carlo II. Tocco (in Arta)
- 1448–1479 Leonardo III. Tocco